# 9. Januar
Der 9. Januar (auch 9. Jänner) ist der 9. Tag des gregorianischen Kalenders, somit bleiben 356 Tage (in Schaltjahren 357 Tage) bis zum Jahresende.

## Ereignisse

### Politik und Weltgeschehen
- 0475: Der byzantinische Kaiser Zenon flieht wegen einer gegen ihn gerichteten geplanten Palastrevolte aus Konstantinopel. Am nächsten Tag wird Basiliskos zum neuen Kaiser erhoben.

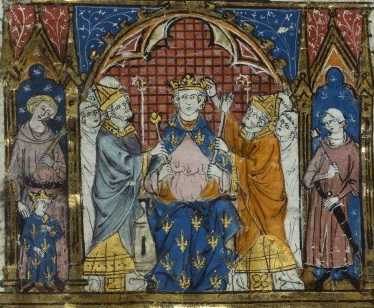
1317: Philipp V. von Frankreich wird gekrönt

- 1317: Philipp V. wird in der Kathedrale von Reims zum französischen König gekrönt und gesalbt. Er regiert in Personalunion als Philipp II. auch das Königreich Navarra.
- 1349: In Basel wird ein großer Teil der jüdischen Bevölkerung der Stadt, die auf eine Rheininsel verbannt worden ist, in einem eigens für sie errichteten Haus verbrannt, weil ihnen während der Pestepidemie des Schwarzen Todes die Vergiftung von Brunnen vorgeworfen wird.
- 1464: In Brügge tritt erstmals eine Versammlung aller Stände der niederländischen Provinzen (Staten-Generaal van de Nederlanden) zusammen. Die Versammlung wird im Laufe der Zeit eigentlicher Souverän; ihr Name führt in der Folge zum Entstehen des deutschen Begriffs Generalstaaten als Synonym für die Niederlande.
- 1713: Die Stadt Altona wird im Großen Nordischen Krieg von schwedischen Truppen niedergebrannt.
- 1738: Der ehemalige Finanzberater von Herzog Karl Alexander von Württemberg, Joseph Süß Oppenheimer, der wegen Hochverrats, Majestätsbeleidigung und anderer Delikte angeklagt worden ist, wird zum Tode verurteilt, wobei weder Straftaten benannt werden noch eine Begründung des Urteils erfolgt.

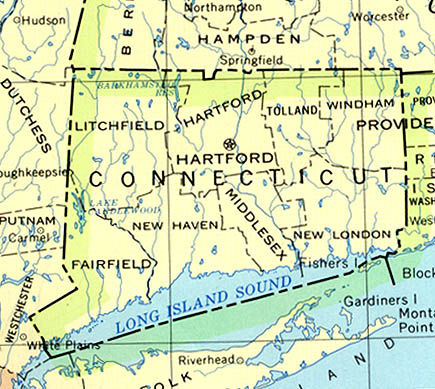
1788: Connecticut

- 1788: Connecticut wird der fünfte US-Bundesstaat.
- 1792: Der Frieden von Jassy beendet den Russisch-Österreichischen Türkenkrieg. Russland gibt dem Osmanischen Reich alle Eroberungen mit Ausnahme des Gebietes östlich vom Dnjestr zurück. Es behält damit die nördliche Küste des Schwarzen Meeres.
- 1794: Eine Eingabe deutscher Einwanderer in den Vereinigten Staaten, dass Gesetzestexte auch in deutscher Übersetzung veröffentlicht werden sollten, führt später zur Muhlenberg-Legende, wonach über das Deutsche als Landessprache abgestimmt worden sein soll.

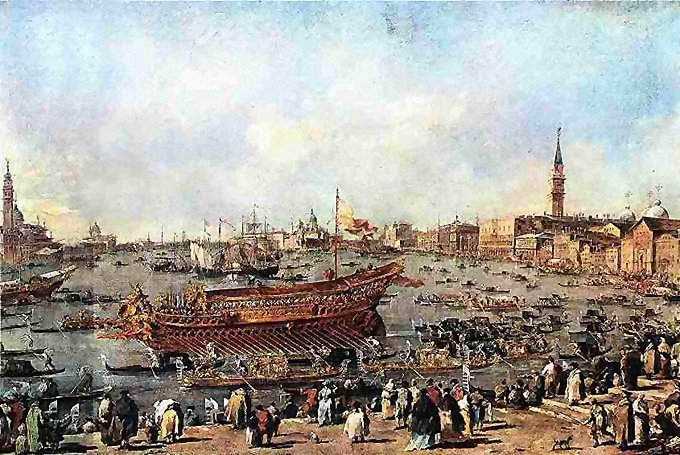
1798: Bucentaur

- 1798: Das Prachtschiff des venezianischen Dogen, der Bucintoro, wird von Soldaten Napoleons völlig zerstört, die den Wert des aufgetragenen Blattgolds überschätzen.
- 1814: Das seit 1807 mit Frankreich in den Koalitionskriegen verbündete Dänemark kapituliert gegenüber der schwedischen Nordarmee Jean-Baptiste Bernadottes und muss sich wenige Tage später den Kieler Frieden diktieren lassen.
- 1861: Ausgelöst durch die Wahl Lincolns zum Präsidenten der USA sagt sich Mississippi als zweiter Südstaat nach South Carolina von der Union los. Drei Wochen später ist es Mitbegründer der Konföderierten Staaten von Amerika.
- 1871: Nach der Schlacht bei Bapaume einige Tage zuvor kapitulieren im Deutsch-Französischen Krieg die Verteidiger der von den Deutschen belagerten Festung Péronne, dem letzten französischen Stützpunkt an der Somme.

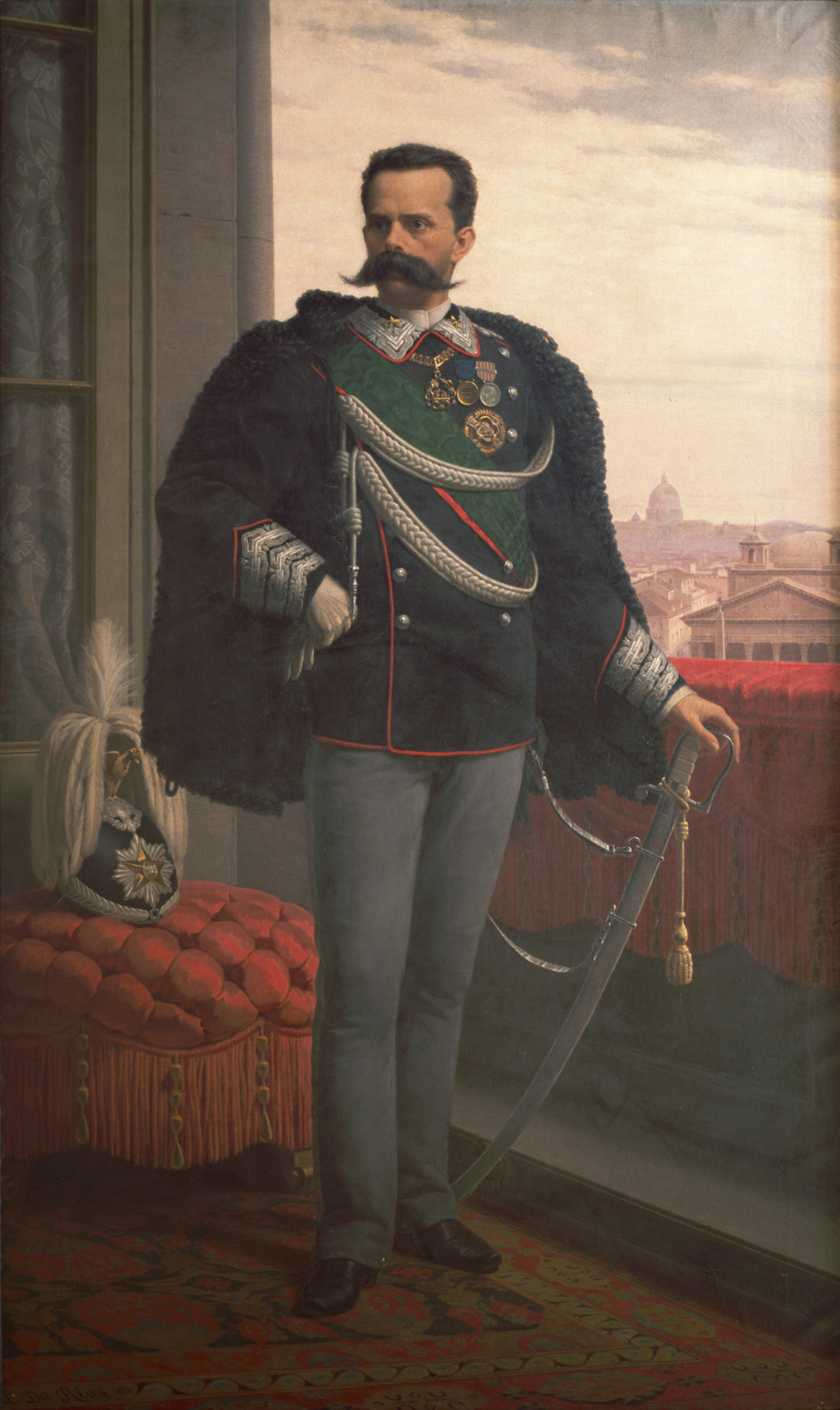
1878: Umberto I.

- 1878: Nach dem Tod von Viktor Emanuel II. wird sein ältester Sohn Umberto I. neuer König von Italien.
- 1878: Im Russisch-Osmanischen Krieg gelingt den Russen nach den siegreichen Schlachten am Schipkapass und bei Scheinowo die Gefangennahme einer osmanischen Armee am umkämpften Schipkapass, was den Siegern ein Vorrücken nach Rumelien gestattet.
- 1907: Das Gesetz betreffend das Urheberrecht an Werken der bildenden Künste und der Photographie wird in Deutschland erlassen. Seine heutige Bedeutung liegt vorwiegend in seinen Regelungen über das Recht am eigenen Bild.
- 1913: Nach dem Rücktritt der Regierung Duarte Leite Pereira da Silva wird Afonso Costa erstmals Ministerpräsident in Portugal.

- 1914: Nach dem Rücktritt der Regierung Afonso Costa wird Bernardino Machado Ministerpräsident der Ersten Portugiesischen Republik.

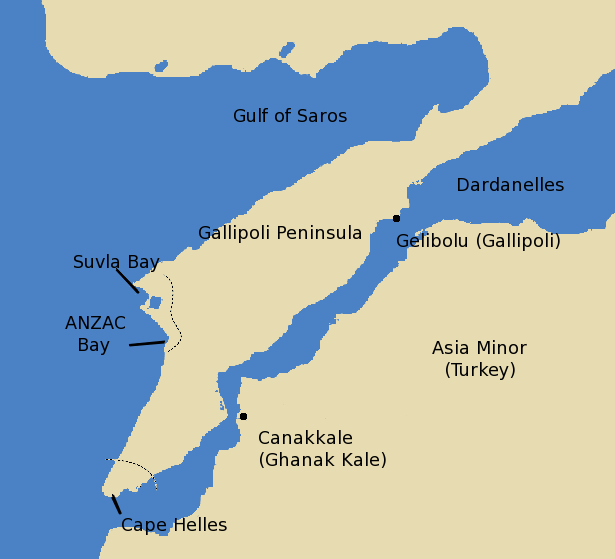
1916: Gallipoli

- 1916: Mit der Evakuierung der letzten Einheiten der Entente von der Halbinsel endet im Ersten Weltkrieg die Schlacht um Gallipoli, die am 19. Februar des Vorjahres begonnen hat.
- 1917: Das Deutsche Reich erklärt im Ersten Weltkrieg neuerlich den uneingeschränkten U-Boot-Krieg, was wenige Monate später zum Kriegseintritt der Vereinigten Staaten führt.
- 1945: Mit der Landung von Truppen der US-Armee im Golf von Lingayen beginnt die Schlacht um Luzon gegen die Kaiserlich Japanische Armee auf den Philippinen.

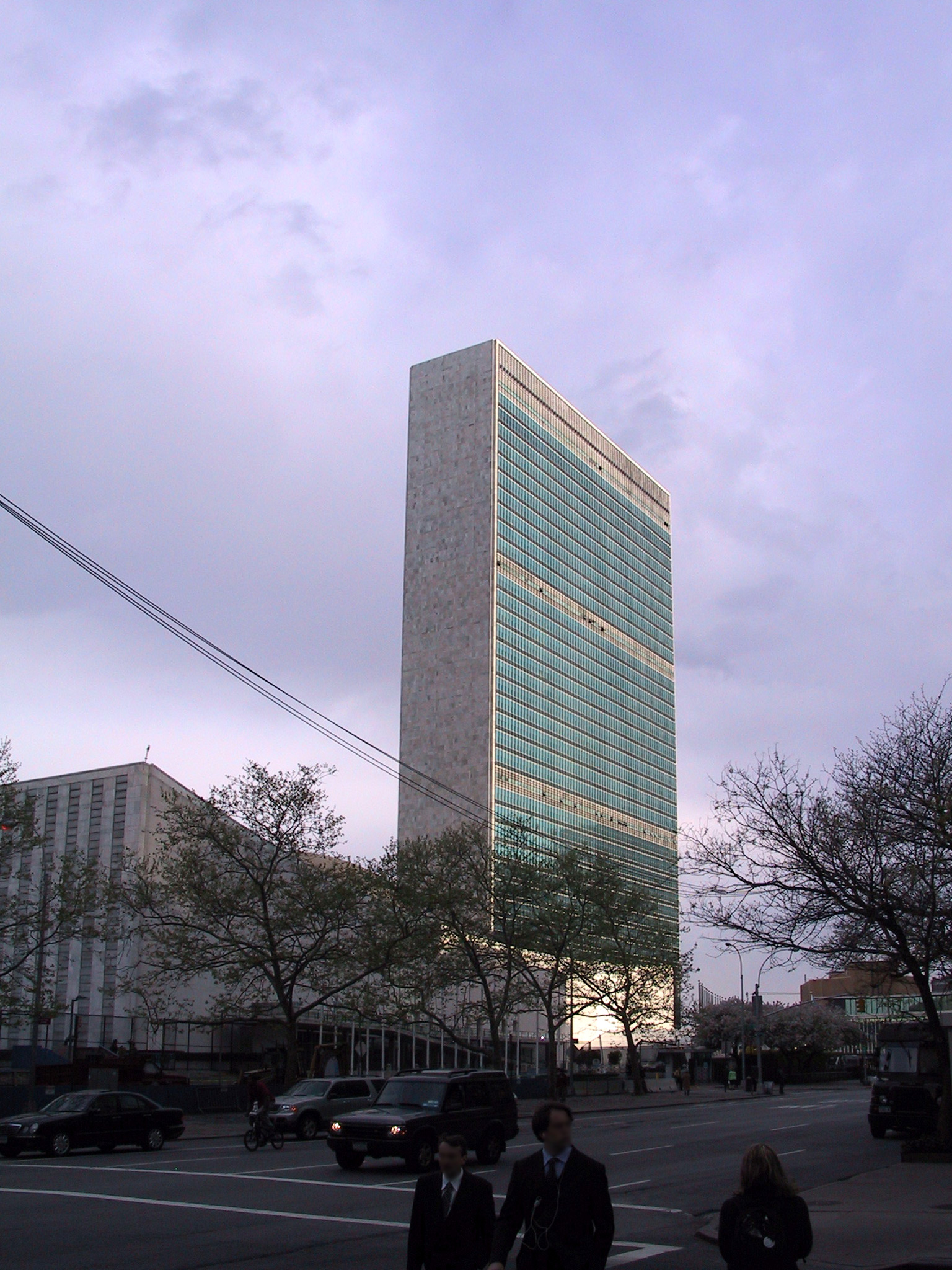
1951: UN-Hauptquartier

- 1951: Das Hauptquartier der Vereinten Nationen wird in New York City offiziell eröffnet.
- 1957: Der britische Premierminister Anthony Eden reicht seinen Rücktritt ein, nachdem sich die militärische Invasion in Ägypten im Zuge der Sueskrise zu einem diplomatischen Desaster entwickelt hat.
- 1964: Als Demonstranten in der Panamakanalzone die Flagge Panamas aufziehen, kommt es zu einer Schießerei, bei der ein Student getötet wird. Dies führt zu massiven diplomatischen Verstimmungen zwischen Panama und den USA.

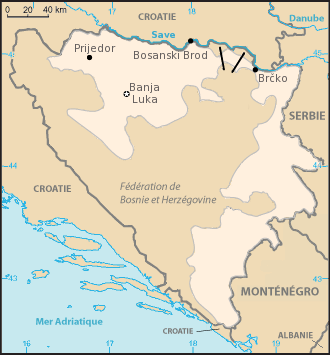
1992: Republika Srpska

- 1992: Die serbische Minderheit in Bosnien und Herzegowina ruft im Osten und Norden des Landes die Republika Srpska aus und trägt damit maßgeblich zum Ausbruch des Bosnienkrieges bei.
- 2001: Der deutsche Landwirtschaftsminister Karl-Heinz Funke und Gesundheitsministerin Andrea Fischer treten auf Grund der BSE-Krise zurück.
- 2005: Mit 62,3 Prozent der Wählerstimmen wird nach dem Tod Jassir Arafats Mahmud Abbas zum Präsidenten der Palästinensischen Autonomiebehörde gewählt.

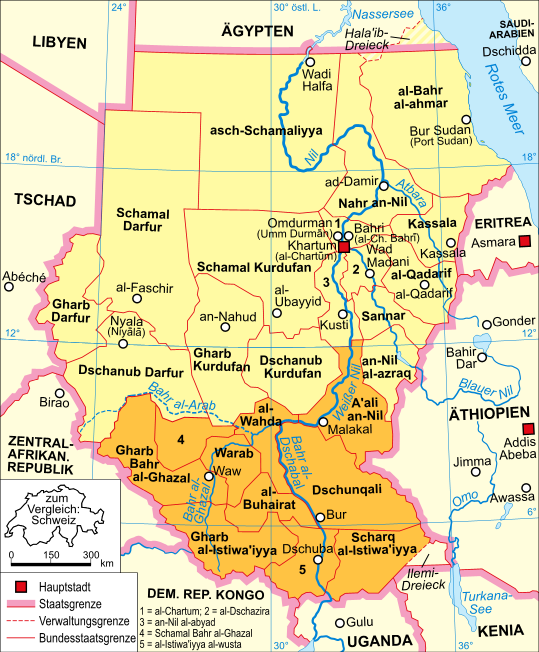
2005: Bundesstaaten Südsudans

- 2005: Die Sudanesische Volksbefreiungsarmee schließt in Nairobi mit der Regierung des Sudan einen Friedensvertrag zur Beilegung des Sezessionskrieges im Südsudan. Die UN-Mission UNMIS soll den Vertrag überwachen. Gleichzeitig verschärft sich jedoch der Konflikt im Ostsudan und der Darfur-Konflikt.
- 2011: Im Südsudan beginnt ein Referendum, das bis zum 15. Januar 2011 dauert und in dem die Bevölkerung über die Unabhängigkeit des Landes abstimmt. Infolgedessen wurde der Südsudan am 9. Juli 2011 unabhängig.

### Wirtschaft

1960: Assuan-Staudamm

- 1960: In Ägypten wird mit dem Bau des Assuan-Staudamms begonnen.
- 1984: Die Berliner Verkehrs-Betriebe (BVG) übernehmen die bislang in Regie der Deutschen Reichsbahn betriebene S-Bahn Berlin im Westteil der Stadt.
- 1985: Die Einschienenbahn Kitakyūshū nimmt in der gleichnamigen Stadt auf der japanischen Insel Kyūshū den Betrieb auf.
- 2007: Steve Jobs stellt das iPhone auf der Macworld – iWorld in San Francisco vor. Das Smartphone mit seinem kapazitiven Bildschirm (Touchscreen) verändert in der Folge weltweit den Mobiltelefonmarkt.

### Wissenschaft und Technik
- 1793: Der Franzose Jean-Pierre Blanchard startet in Philadelphia in Anwesenheit von George Washington zur ersten Ballonfahrt auf dem amerikanischen Kontinent.
- 1909: Auf Grund mangelnden Proviants muss die britische Polarexpedition unter Ernest Shackleton rund 180 km vom Südpol entfernt in der Antarktis umkehren.
- 1918: Die Solothurn-Niederbipp-Bahn mit Sitz in Solothurn eröffnet ihre meterspurige Bahnstrecke von Niederbipp im Kanton Bern zur Station Baseltor in Solothurn.
- 1923: Dem Spanier Juan de la Cierva gelingt in Getafe, Spanien, der erste Flug mit einem Tragschrauber.
- 1929: Der britische Mediziner und Bakteriologe Alexander Fleming testet erstmals den von ihm zufällig entdeckten Antibiotika-Wirkstoff Penicilline.
- 1939: Die Pariser Académie des sciences wird über die Entdeckung eines von Marguerite Perey gefundenen chemischen Elements informiert, das später Francium getauft wird.

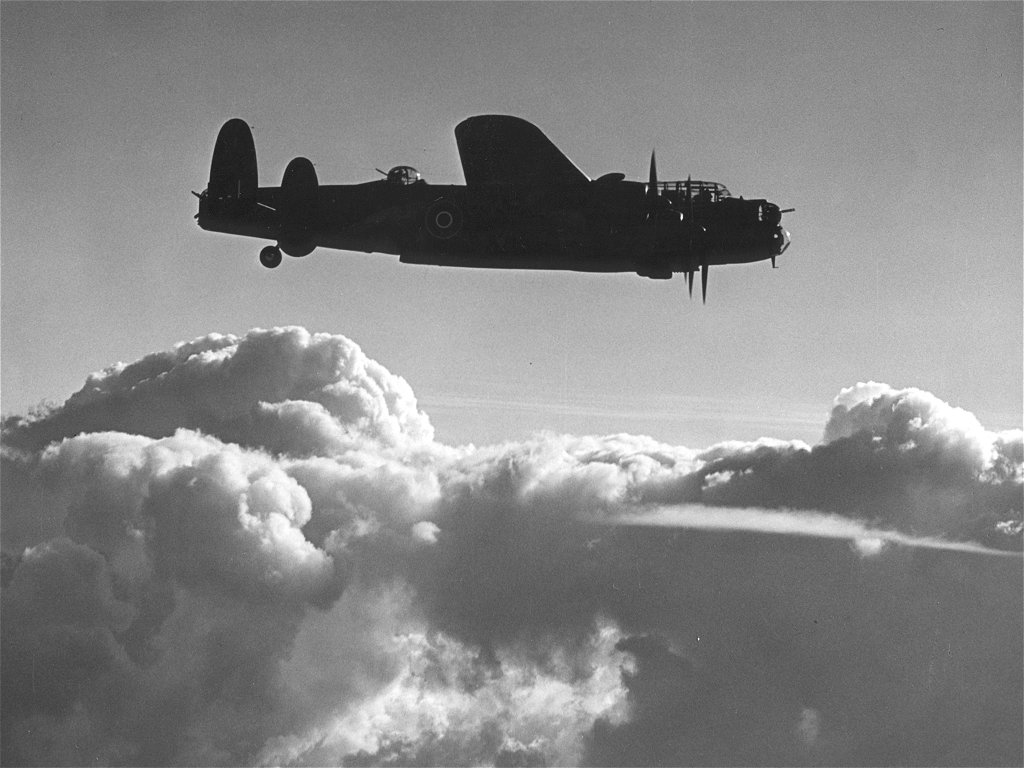
1941: Avro Lancaster

- 1941: Der britische Bomber Avro Lancaster wird im Erstflug getestet. Das Flugzeug wird in der Folge in hoher Stückzahl für die Royal Air Force hergestellt.
- 2001: Die Volksrepublik China startet in der Mission Shenzhou 2 ein Raumschiff in eine Erdumlaufbahn. Neben geplanten wissenschaftlichen Experimenten erfolgt ein Test der Lebenserhaltungssysteme des Raumschiffs durch drei im Inneren der Wiedereintrittskapsel untergebrachte Tiere.

### Kultur
- 1773: Am Teatro delle Dame in Rom erfolgt die Uraufführung der Oper La Giannetta ossia l'incognita perseguitata von Pasquale Anfossi.
- 1789: In Mainz wird Goethes Drama Egmont uraufgeführt.
- 1937: Der Walt-Disney-Zeichentrickfilm Don Donald, in dem Donald Duck erstmals als Hauptcharakter auftritt, wird uraufgeführt.
- 1947: Am Adelphi Theatre (New York) wird die Musical-Oper Street Scene von Kurt Weill nach einem Libretto von Elmer Rice uraufgeführt.
- 2003: Die Stiftung Preußischer Kulturbesitz, die Staatlichen Museen zu Berlin und Friedrich Christian Flick unterzeichnen eine umstrittene Vereinbarung, Teile der Friedrich Christian Flick Collection in Berlin zu zeigen.
- 2006: Das Musical Das Phantom der Oper von Andrew Lloyd Webber nach dem Roman von Gaston Leroux bricht mit seiner 7486. Aufführung den Rekord von Cats als am längsten am Broadway laufendes Stück.

### Gesellschaft
- 1806: Der im Oktober bei Trafalgar gefallene Horatio Nelson wird in einem Staatsbegräbnis in der Krypta der Londoner St Paul’s Cathedral beigesetzt.

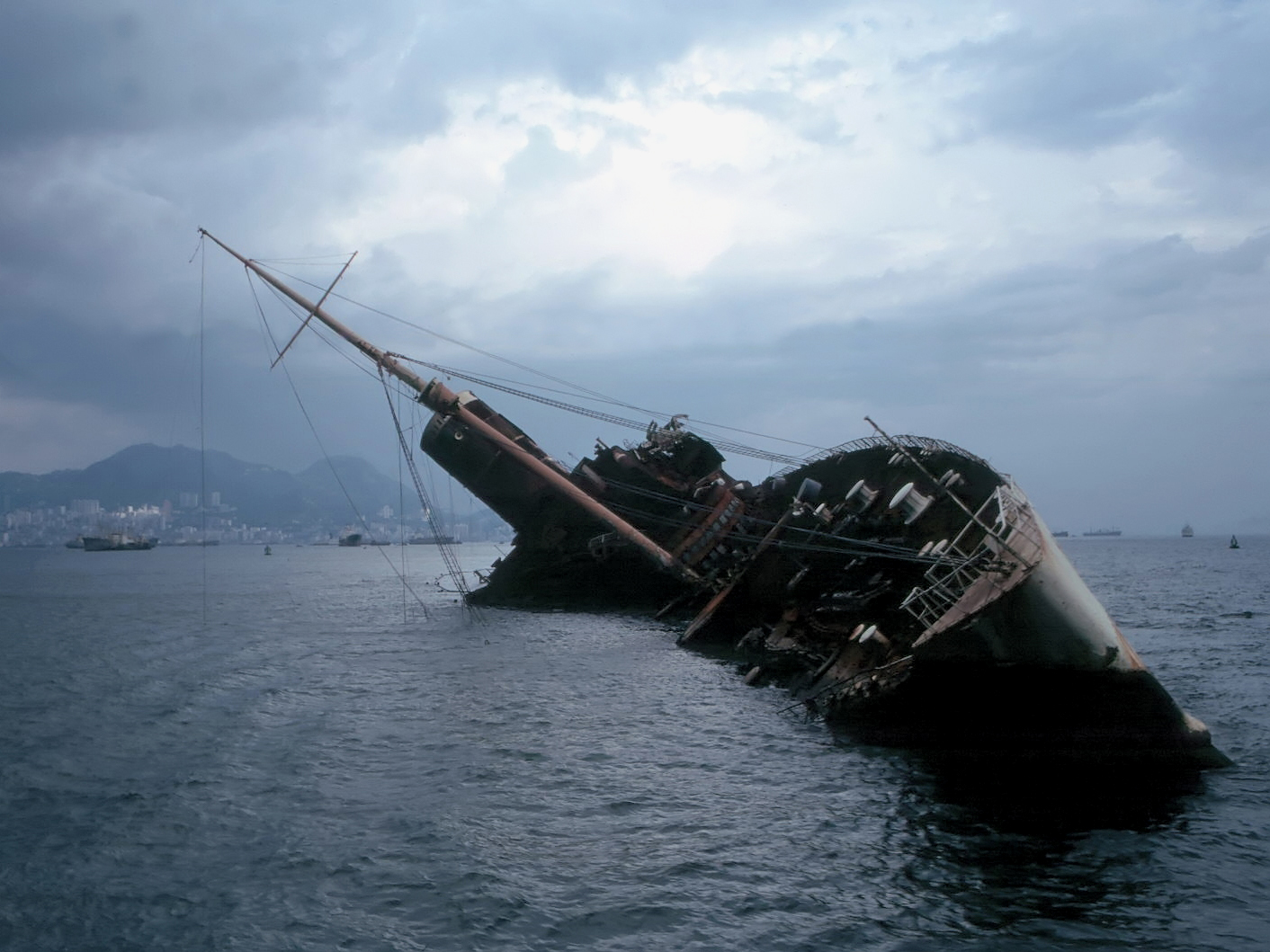
1972: Die Seawise University nach dem Brand

- 1972: Die schwimmende Seawise University, die ehemalige Queen Elizabeth, wird im Hafen von Hong Kong durch einen – vermutlich gelegten – Brand schwer beschädigt und kentert.
- 1979: Anlässlich des Internationalen Jahres des Kindes treten die Bee Gees beim Konzert für UNICEF mit ihrem Titel Too Much Heaven auf. Dessen gesamte weltweit erzielten Tantiemen vermacht die Gruppe dem Kinderhilfswerk der Vereinten Nationen.

### Religion
- 1144: Papst Coelestin II. bestätigt in der Bulle Milites Templi die Regeln des Templerordens.
- 1431: Der Bischof von Beauvais, Pierre Cauchon, eröffnet in Rouen den Inquisitionsprozess gegen Jeanne d’Arc.

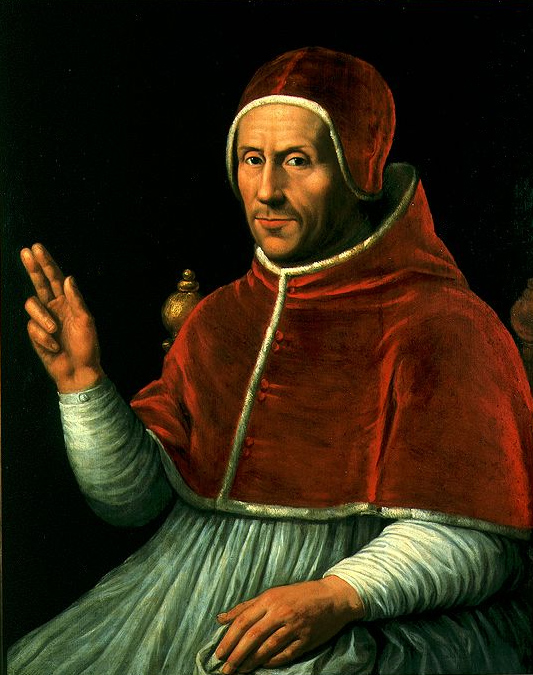
1522: Hadrian VI.

- 1522: Der Deutsche Adrian von Utrecht wird als Hadrian VI. zum Papst gewählt, nachdem die Wahl des Schweizer Bischofs Matthäus Schiner am Widerstand der französischen Kardinäle gescheitert ist. Er wird der letzte nichtitalienische Papst für über 450 Jahre.

### Katastrophen
- 1857: Das starke Fort-Tejon-Erdbeben erschüttert große Teile Kaliforniens. Der Erdstoß ist mit dem Erdbeben 1906 in San Francisco vergleichbar. Das Epizentrum wird bei der Stadt Parkfield vermutet. Wegen dünner Besiedlung des betroffenen Gebiets sind weniger Personen- als Sachschäden die Folge.
- 1942: Vor Menorca sinkt die Lamoricière, ein Passagierschiff der französischen Reederei Compagnie Générale Transatlantique, nachdem in einem schweren Sturm Wasser in den Rumpf eindringt. 301 Menschen sterben.
- 1959: In der spanischen Provinz Zamora bricht die Talsperre Vega de Tera. Zwischen 140 und 145 Menschen sterben in der dadurch verursachten Flutwelle.
- 2021: Vier Minuten nach dem Start in Jakarta stürzt Sriwijaya-Air-Flug 182 in die Javasee. Alle 62 Menschen an Bord der Boeing 737-500 kommen ums Leben.

Kleinere Unglücksfälle sind in den Unterartikeln von Katastrophe und in der Liste von Katastrophen aufgeführt.

### Natur und Umwelt
- 1954: Die britische Nordgrönlandexpedition misst bei ihrer Überwinterungsstation North Ice mit −65,9 Grad Celsius die bislang niedrigste Temperatur auf der Insel Grönland.

### Sport
- 1864: In London im Battersea Park findet das erste offizielle Fußballspiel nach den Regeln des im Jahr zuvor gegründeten englischen Fußballverbandes (The Football Association (FA)) statt.
- 1900: Der Fußballverein Lazio Rom wird gegründet.

Einträge von Leichtathletik-Weltrekorden befinden sich unter der jeweiligen Disziplin unter Leichtathletik.

## Geboren

### Vor dem 18. Jahrhundert
- 0449: Kyriakos, Anachoret aus Korinth
- 1338: Chungjeong Wang, König von Goryeo (Korea)
- 1455: Wilhelm von Jülich-Berg, Herzog von Berg und Jülich, Graf von Ravensberg
- 1478: Konrad Pellikan, Schweizer Humanist, reformierter Theologe und Reformator
- 1493: Johann, Markgraf von Brandenburg-Ansbach und Vizekönig von Valencia

- 1554: Gregor XV., Papst

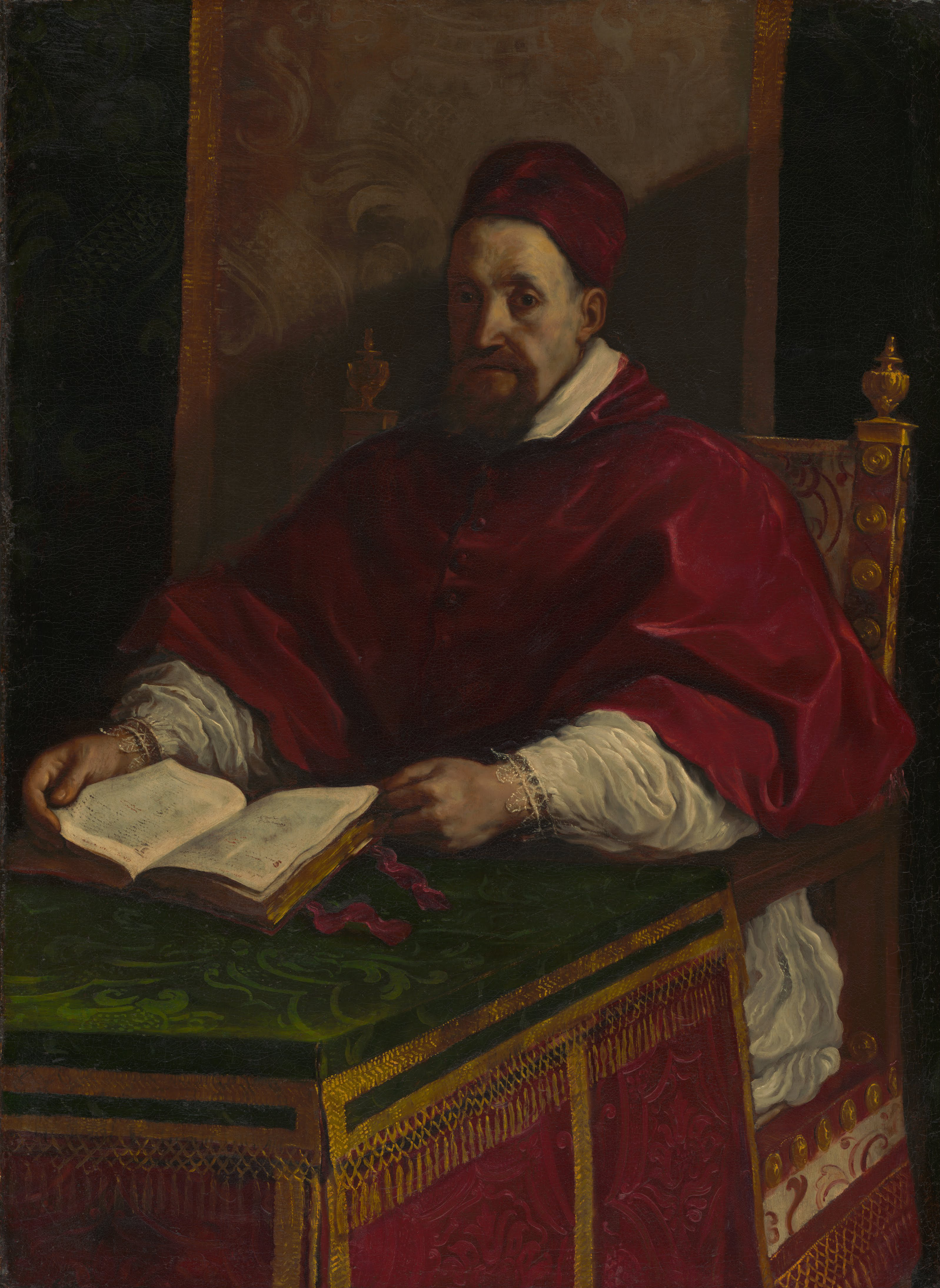
Gregor XV. (* 1554)

- 1571: Marquard von Ahlefeldt, Herr auf Gut Haselau und Kaden
- 1571: Charles Bonaventure de Longueval, französischer Feldherr der habsburgischen Armee
- 1590: Simon Vouet, französischer Maler des Barock
- 1620: Anton Günther I., Graf in Sondershausen

- 1624: Meishō, Kaiserin von Japan

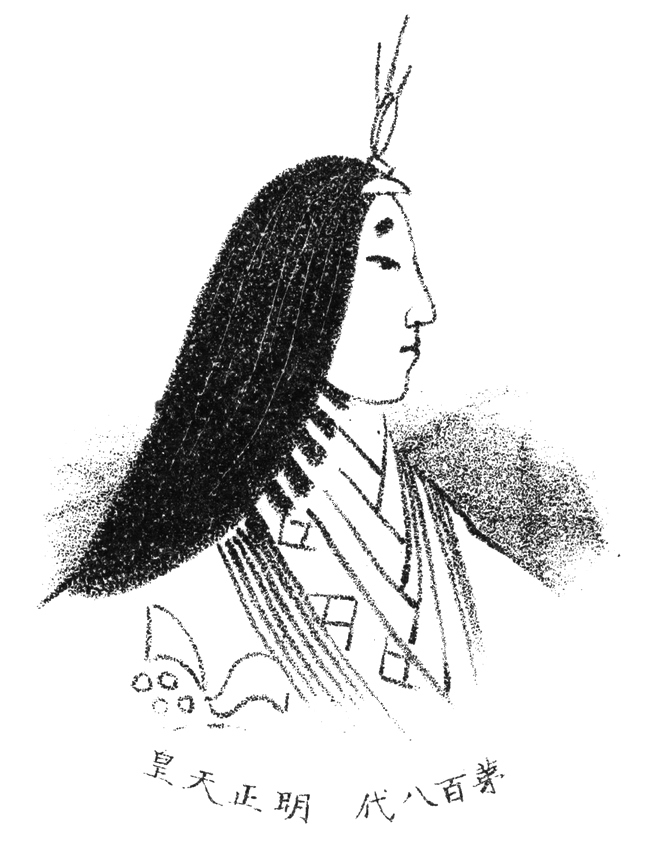
Meishō (1624*)

- 1626: Armand Jean Le Bouthillier de Rancé, französischer Begründer des Trappistenordens
- 1627: Jan Sobiepan Zamoyski, polnischer General und Wojewode von Kiew
- 1644: Robert Gibbes, britischer Kolonialbeamter, Gouverneur der Province of South Carolina
- 1651: Petronio Franceschini, italienischer Komponist
- 1652: Axel Sparre, schwedischer Graf, Feldmarschall und Künstler
- 1657: Johann Friedrich II. von Alvensleben, hannoverscher Minister
- 1658: Nicolas Coustou, französischer Bildhauer
- 1659: Balthasar Erdmann von Promnitz, deutscher Gutsbesitzer und Pietist
- 1661: Sigmund Carl von Castel-Barco, Fürstbischof von Chiemsee
- 1662: John Holles, 1. Duke of Newcastle, englischer Peer und Politiker, Lordsiegelbewahrer
- 1666: Johannes Köck, österreichischer Orgelbauer
- 1685ː Anna Elisabeth Behaim, deutsche Dichterin
- 1698: Caspar Bernet, Bürgermeister von St. Gallen

### 18. Jahrhundert
- 1707: Johann Friedrich Grael, deutscher Baumeister
- 1715: Robert François Damiens, französischer Attentäter auf Ludwig XV.

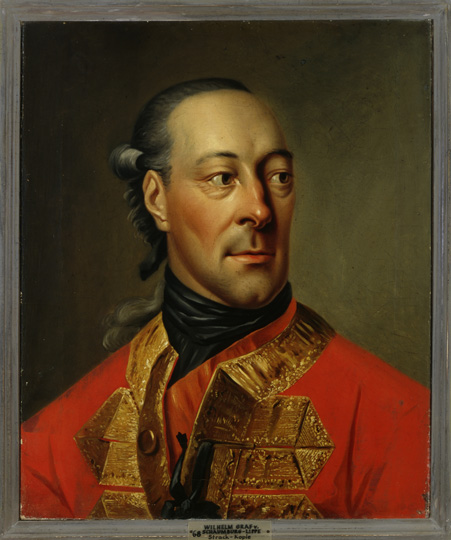
Wilhelm zu Schaumburg-Lippe (* 1724)

- 1724: Wilhelm zu Schaumburg-Lippe, deutscher Militärtheoretiker und Heerführer
- 1730: Jakob Chrysostomus Praetorius, deutscher Ingenieur
- 1734: Wilhelm Abraham Teller, deutscher Theologe
- 1735: John Jervis, 1. Earl of St. Vincent, britischer Admiral
- 1745: Caleb Strong, US-amerikanischer Politiker, Gouverneur von Massachusetts
- 1749: Viktoria Hedwig Karoline von Anhalt-Bernburg-Schaumburg-Hoym, Freifrau von Bärental und Marquise de Favras
- 1750: Johann Jakob Palm, deutscher Buchhändler und Lehrherr

Luisa Todi (* 1753)

- 1753: Luísa Todi, portugiesische Opernsängerin
- 1755: Wilhelm Christoph Eisenhuth, sächsischer Jurist und Verwaltungsbeamter
- 1757: John Adair, US-amerikanischer Politiker, Senator, Gouverneur von Kentucky, Mitglied des Repräsentantenhauses
- 1758: Joseph Maria, Fürst zu Fürstenberg
- 1769: Anton Kothgasser, österreichischer Glas- und Porzellanmaler
- 1776: Ludwig Rhesa, deutscher protestantischer Pfarrer, Theologe, Professor, Historiker, Dichter
- 1785: Christian Moritz Pauli, deutscher Pädagoge und Sprachwissenschaftler
- 1788: Johann Karl Friedrich Ollenroth, deutscher Mediziner
- 1789: Carl Gotthilf Nestler, deutscher Hammerherr im Erzgebirge
- 1794: Jacques-Arsène-Polycarpe-François Ancelot, französischer Dramatiker und Bibliothekar
- 1797: Ferdinand von Wrangel, deutschbaltischer Marineoffizier, Sibirienreisender, Weltumsegler und Geograf

### 19. Jahrhundert

#### 1801–1850

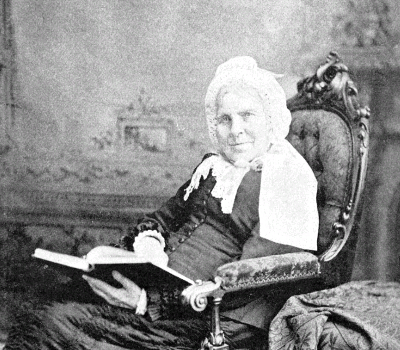
Catharine Parr Traill (* 1802)

- 1802: Catharine Parr Traill, britisch-kanadische Botanikerin und Autorin
- 1803: Theodor Döring, deutscher Schauspieler
- 1804: Louis d’Aurelle de Paladines, französischer General
- 1805: Charles Gayarré, frankoamerikanischer Jurist, Politiker, Historiker und Schriftsteller

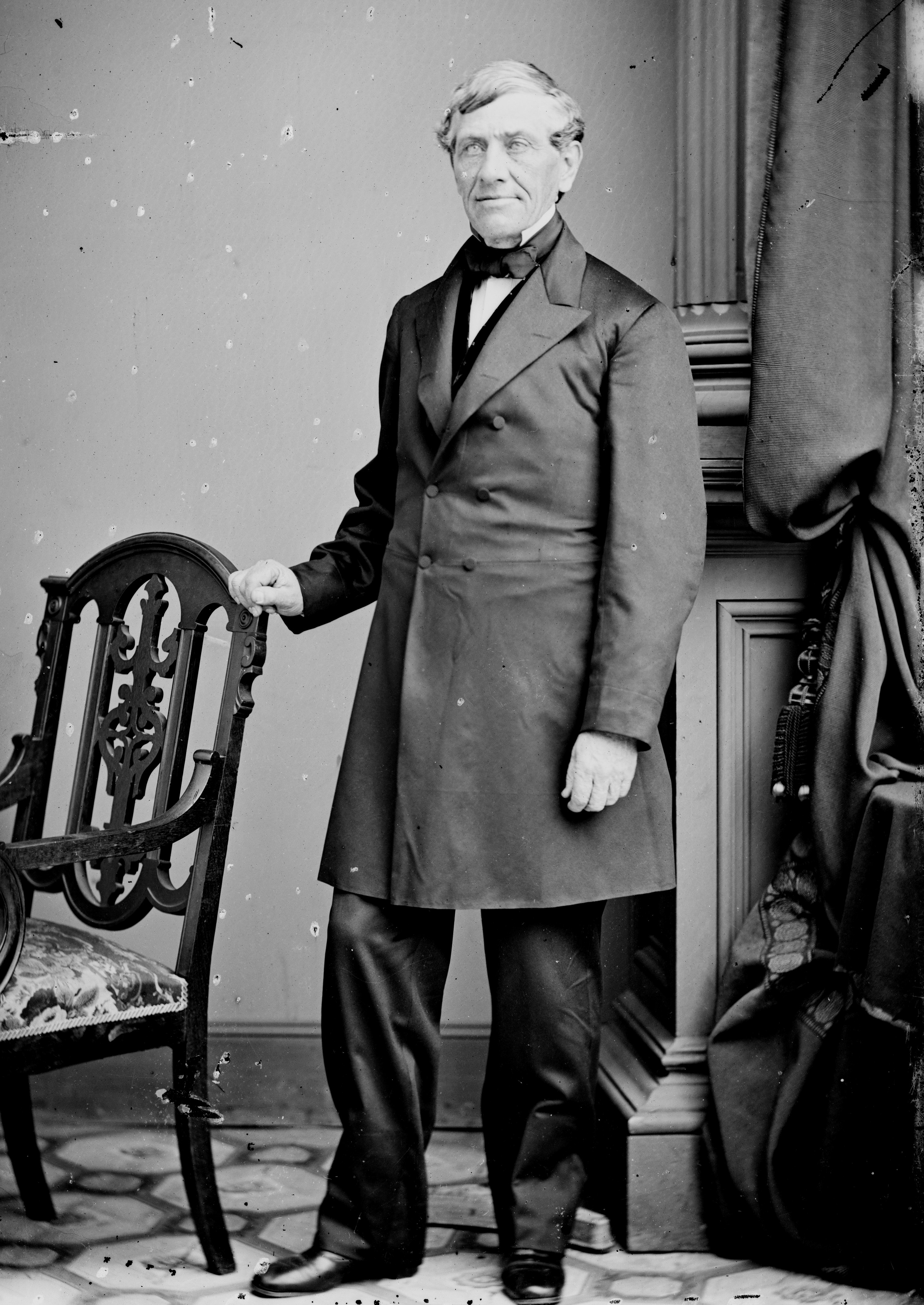
Augustus Bradford (* 1806)

- 1806: Augustus Bradford, US-amerikanischer Politiker
- 1807: Amir Kabir, persischer Politiker, Ministerpräsident und Reformer
- 1807: Charlotte von Württemberg, durch Heirat Großfürstin Elena Pawlowna von Russland
- 1809: Christian Plock, deutscher Eisengießer
- 1810: Hermann Reuchlin, deutscher Historiker
- 1811: Emmanuel Ludwig von Fellenberg, Schweizer evangelischer Geistlicher
- 1812: Eduard van der Nüll, österreichischer Architekt
- 1815: Reinhard Sebastian Zimmermann, deutscher Kunstmaler
- 1820: Karoline von Berlepsch, Ehefrau des Kurfürsten Wilhelm II. von Hessen-Kassel
- 1820: Pavel Křížkovský, tschechischer Komponist
- 1821: Johann Anton Breil, deutscher Orgelbauer
- 1821: Adolf Dillens, belgischer Maler
- 1822: George William Allan, kanadischer Politiker
- 1822: Heinrich Dreber, deutscher Maler
- 1823: Friedrich von Esmarch, deutscher Arzt, Begründer des zivilen Samariterwesens in Deutschland
- 1826: August Anschütz, deutscher Rechtswissenschaftler
- 1829: Adolf Rösicke, deutscher Theaterschauspieler und -direktor

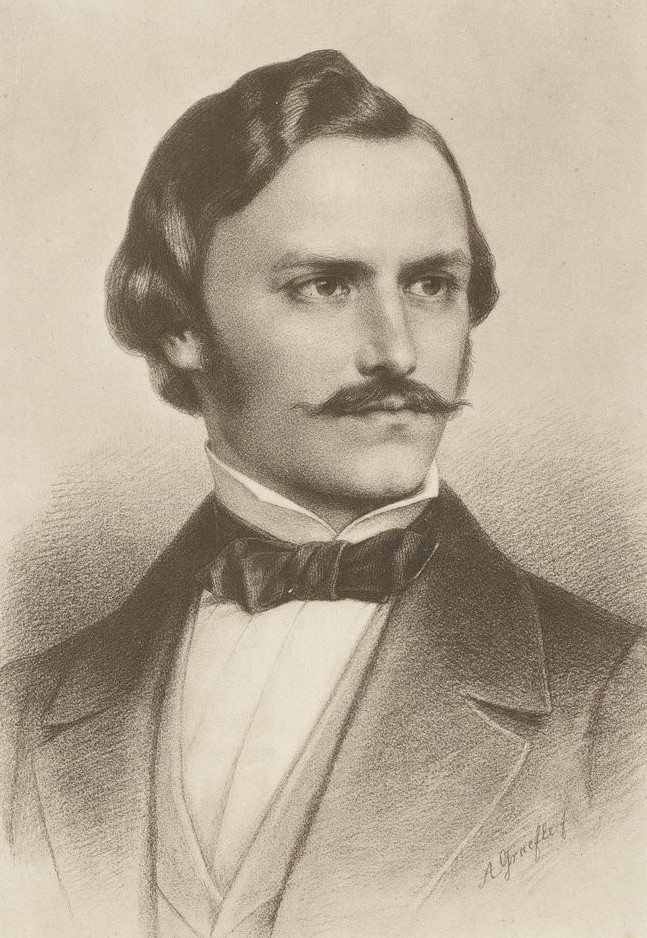
Adolf Schlagintweit (* 1829)

- 1829: Adolf Schlagintweit, deutscher Reisender und Entdecker
- 1829: Gottfried Seelos, österreichischer Maler
- 1830: Otto Spiegelberg, deutscher Gynäkologe
- 1833: Jules Demersseman, französischer Flötist und Komponist
- 1834: Roger William Bede Vaughan, britischer Geistlicher
- 1835: Iwasaki Yatarō, japanischer Gründer von Mitsubishi
- 1837: Anna Reuß zu Köstritz, Fürstin zu Stolberg-Wernigerode
- 1839: John Knowles Paine, US-amerikanischer Organist und Komponist
- 1843: Teresa Jornet y Ibars, Ordensgründerin der Kongregation der Hermanitas de los Ancianos Desamparados
- 1844: Julián Gayarre, spanischer Tenor
- 1847: Antonio Vico, italienischer Geistlicher und Kurienkardinal
- 1847: Robert Garbe, deutscher Eisenbahnkonstrukteur
- 1848: Friederike von Hannover und Cumberland, aus dem Haus Hannover
- 1849: John Hartley, britischer Tennisspieler
- 1849: Laura Kieler, dänisch-norwegische Schriftstellerin

#### 1851–1900
- 1851: Giuseppe Gallignani, italienischer Komponist und Musikpädagoge Giuseppe Gallignani (* 1851)

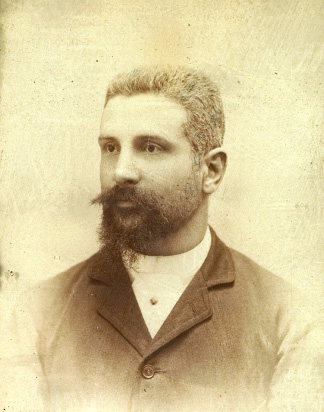
Giuseppe Gallignani (* 1851)

- 1851: Maria Theresia May, österreichische Journalistin und Schriftstellerin
- 1851: Gabrielle von Neumann-Spallart, österreichische Komponistin
- 1852: Ludolf Udo von Alvensleben, deutscher Gutsbesitzer, Kreisdeputierter und Politiker in Preußen
- 1853: Albert von Caron, deutscher Landwirt und Bodenbakteriologe
- 1853: Henning von Holtzendorff, deutscher Großadmiral
- 1854: Jennie Churchill, US-amerikanisch-britische Philanthropin und Autorin Jennie Churchill (* 1854)

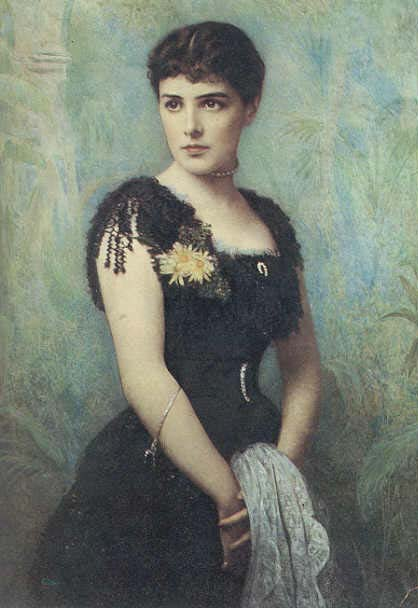
Jennie Churchill (* 1854)

- 1855: Otto Widmer, römisch-katholischer Geistlicher und Leiter eines Kinderheimes
- 1856: Anton Aškerc, slowenischer Dichter und Priester
- 1856: Stevan Stojanović Mokranjac, serbischer Komponist und Musikpädagoge
- 1857: Edmund Oskar von Lippmann, deutscher Chemiker
- 1859: Carrie Chapman Catt, US-amerikanische Frauenwahlrechts-Führerin Carrie Chapman Catt (* 1859)

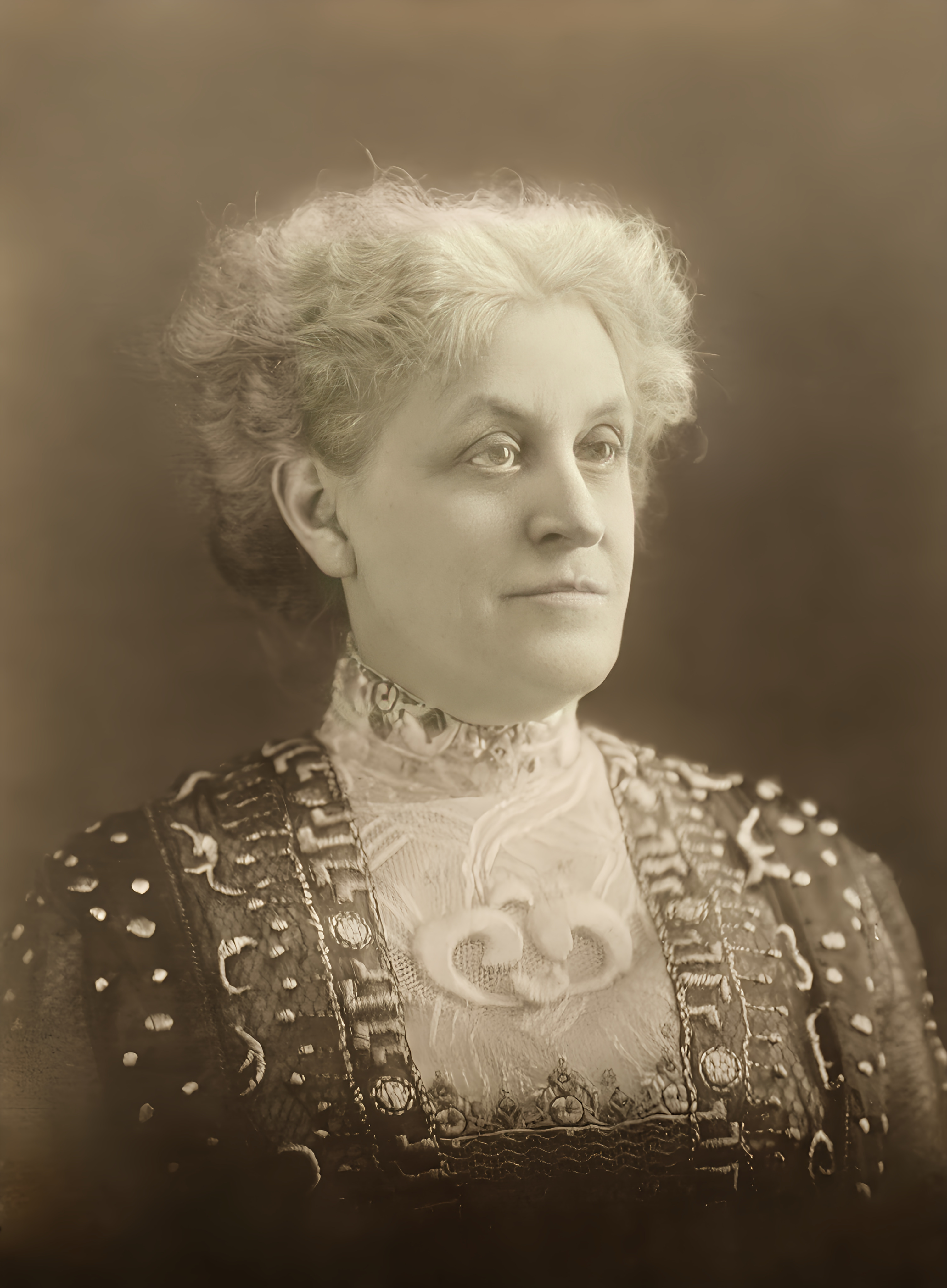
Carrie Chapman Catt (* 1859)

- 1859: Marie Deetz, deutsche Opernsängerin
- 1859: Fredrik Pijper, niederländischer reformierter Theologe und Kirchenhistoriker
- 1860: Claire Bernhardt, deutsche Schriftstellerin
- 1860: Laura Valborg Aulin, schwedische Pianistin und Komponistin
- 1862: Maurice Arthus, französischer Physiologe
- 1862: Agnes Bluhm, deutsche Ärztin
- 1863: David Danskin, schottischer Fußballspieler und Maschinenbauer
- 1863: Ernst Moser, deutscher Schriftsteller und Buchhändler
- 1864: Elisabeth Krüger, deutsche Blumen- und Porträtmalerin
- 1866: Robert Leffler, deutscher Schauspieler und Regisseur
- 1866: Tom von Prince, deutscher Kolonialoffizier
- 1867: Julius Ruska, deutscher Orientalist, Wissenschaftshistoriker und Pädagoge
- 1868: Irene Parlby, kanadische Führerin der Landfrauen, Frauenrechtlerin und Politikerin
- 1868: Søren Sørensen, dänischer Chemiker
- 1869: Richard Abegg, deutscher Chemiker
- 1870: Elisabeth Hattemer, hessische Politikerin
- 1870: Albert Jesionek, deutscher Dermatologe und Hochschullehrer
- 1870: Ludwig Volkmann, erster Vorsitzender des deutschen Buchgewerbevereins Ludwig Volkmann (* 1870)

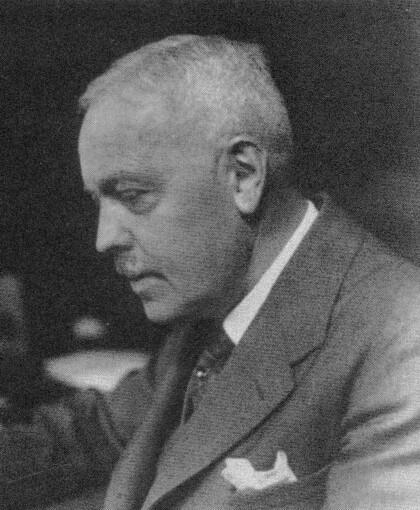
Ludwig Volkmann (* 1870)

- 1870: Blanche Emily Wheeler, US-amerikanische Archäologin
- 1870: Robert Zahn, deutscher Archäologe und Direktor der Antikensammlung Berlin
- 1871: Eugène Marais, südafrikanischer Biologe, Autor, Jurist und Journalist
- 1871: Jean Philippe Vogel, niederländischer Orientalist
- 1872: Imma Grolimund, Schweizer Schriftstellerin und Lehrerin
- 1872: Ivar Lykke, norwegischer Politiker
- 1873: Chaim Nachman Bialik, ukrainisch-israelischer Dichter, Autor und Journalist Chaim Nachman Bialik (* 1873)

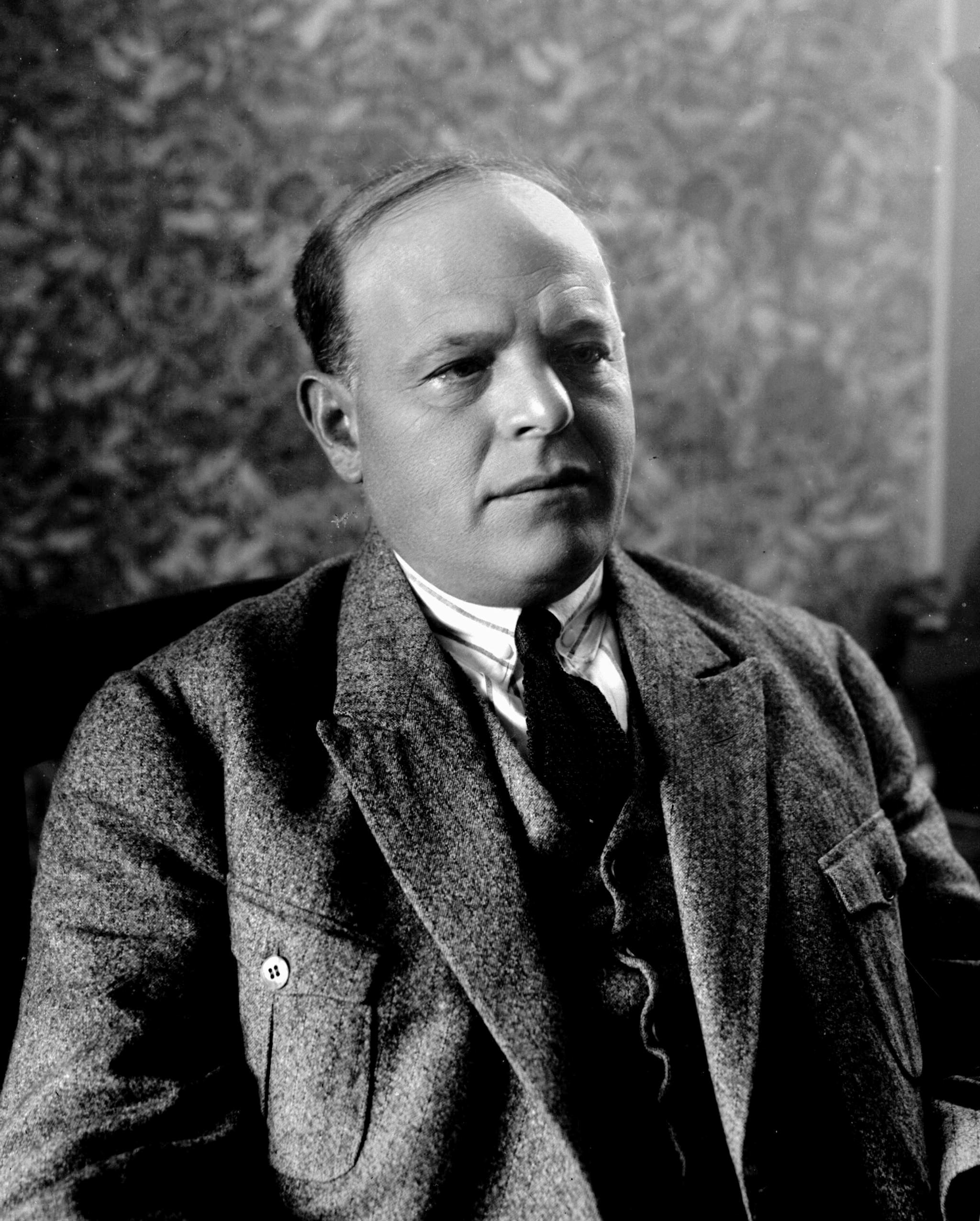
Chaim Nachman Bialik (* 1873)

- 1873: Thomas Curtis, US-amerikanischer Hürdenläufer, Olympiasieger
- 1873: John Flanagan, US-amerikanischer Leichtathlet
- 1873: Hugo Kreyssig, deutscher Maler
- 1873: Agnes Schultheiß, deutsche Pädagogin, Sprachwissenschaftlerin und Stadträtin
- 1874: Hans von Loewenstein zu Loewenstein, deutscher Manager und Politiker, MdR
- 1875: Gertrude Vanderbilt Whitney, US-amerikanische Mäzenin und Museumsgründerin Gertrude Vanderbilt Whitney (* 1875)

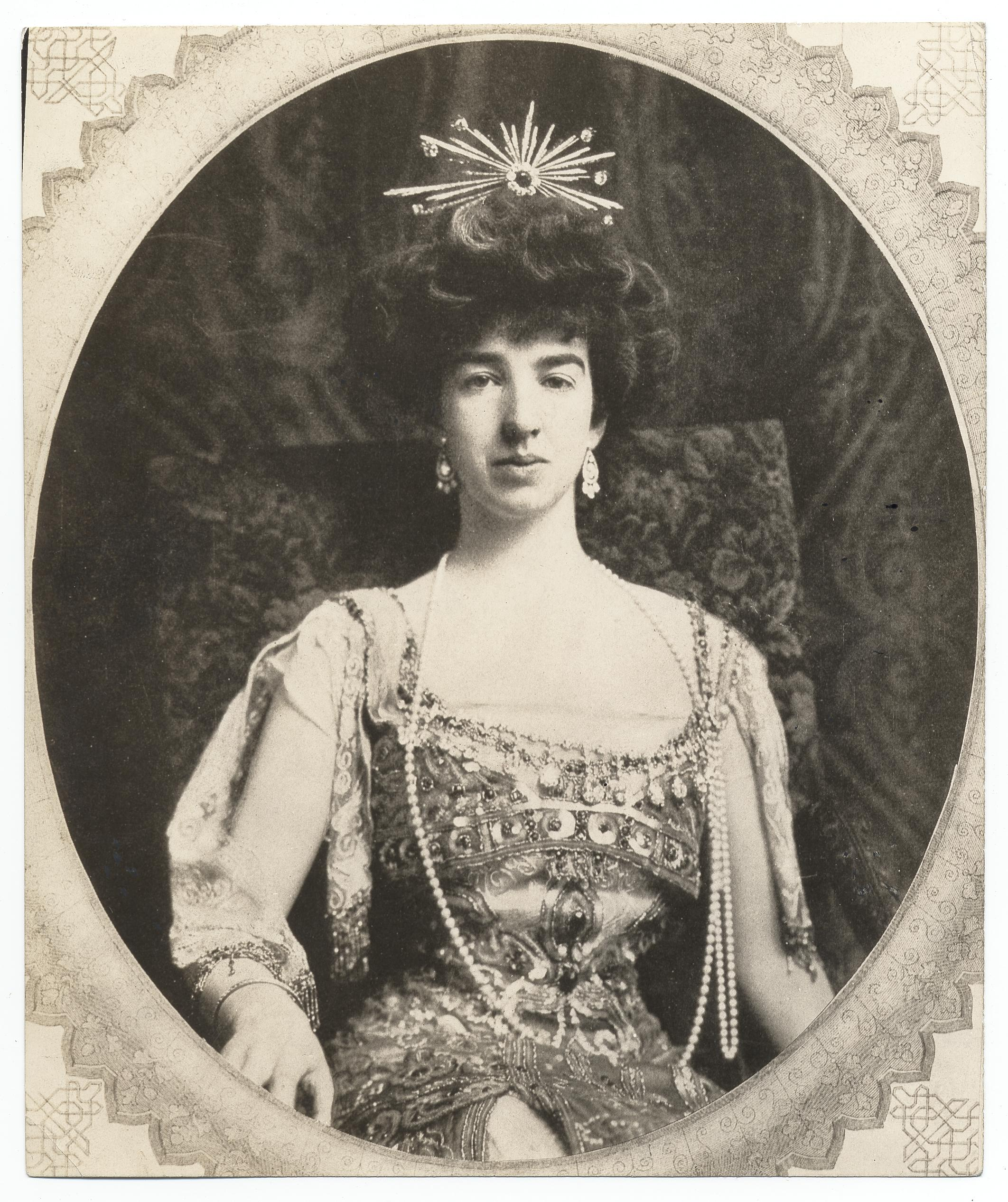
Gertrude Vanderbilt Whitney (* 1875)

- 1876: Hans Bethge, deutscher Dichter
- 1876: Robert Michels, deutscher Soziologe
- 1876: Paula Wimmer, deutsche Malerin und Grafikerin des frühen Expressionismus
- 1878: Gino Luzzatto, italienischer Wirtschaftshistoriker
- 1878: John B. Watson, US-amerikanischer Psychologe
- 1880: Benjamin Boss, US-amerikanischer Astronom
- 1881: Lascelles Abercrombie, englischer Schriftsteller
- 1881: Adele Hartmann, deutsche Medizinerin, erste habilitierte Frau Deutschlands
- 1881: Otto Hunte, deutscher Filmarchitekt
- 1883: William Garbutt, englischer Fußballspieler und -trainer
- 1885: August Blepp, deutscher Maler
- 1885: Charles Bacon, US-amerikanischer Leichtathlet, Olympiasieger
- 1885: Bengt Berg, schwedischer Ornithologe
- 1885: Otto Hirsch, deutscher Jurist und Politiker
- 1886: Paul Aron, deutscher Pianist, Komponist, Regisseur und Dirigent
- 1886: Arthur Kronfeld, deutscher Psychotherapeut
- 1887: Sammy Davis, britischer Automobilrennfahrer und Journalist
- 1888: Alfred Plé, französischer Ruderer
- 1889: Eileen Power, britische Wirtschaftshistorikerin Eileen Power (* 1889)

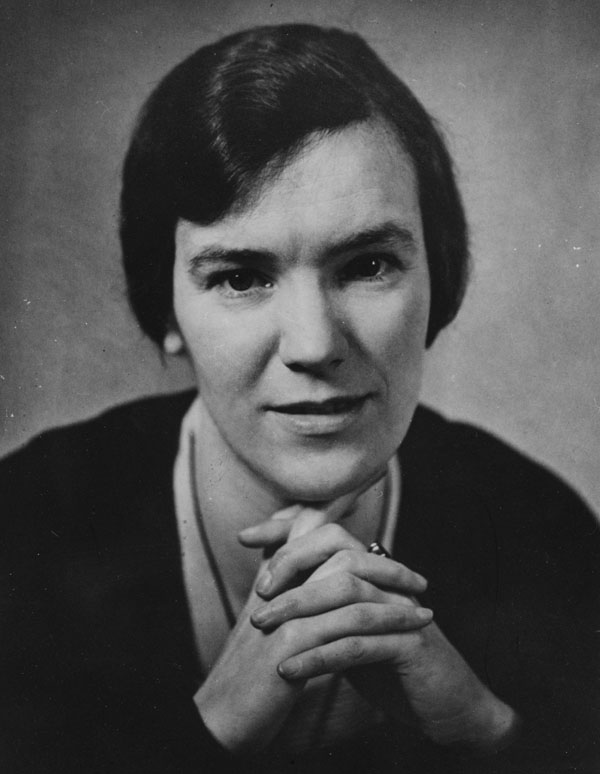
Eileen Power (* 1889)

- 1890: Manuel Andrada, argentinischer Polospieler
- 1890: Karel Čapek, tschechischer Schriftsteller
- 1890: Paul Gruner, deutscher Politiker
- 1890: Barbara Euphan Todd, britische Schriftstellerin
- 1890: Kurt Tucholsky, deutscher Journalist und Schriftsteller Kurt Tucholsky (* 1890)

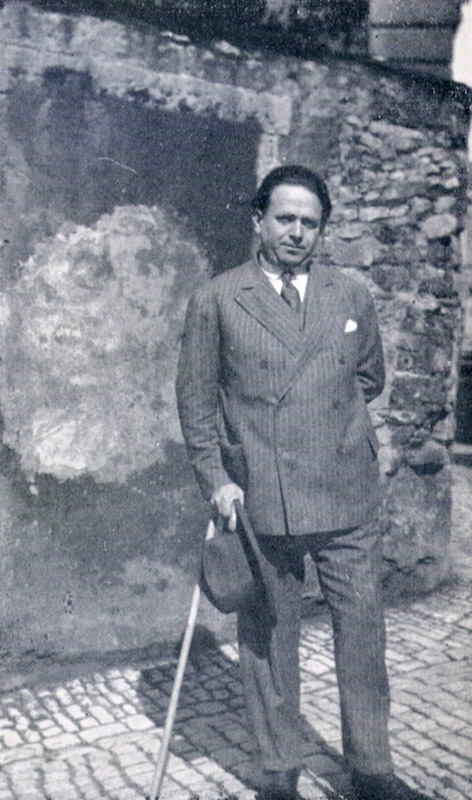
Kurt Tucholsky (* 1890)

- 1891: August Gailit, estnischer Schriftsteller
- 1891: Ludwig Grauert, deutscher Staatssekretär im preußischen Innenministerium und SS-Offizier
- 1892: Eva Kelly Bowring, US-amerikanische Politikerin
- 1892: Heinrich Wintzer, deutscher General
- 1893: Fernande Barrey, französische Prostituierte, Modell und Malerin
- 1894: Helene Lahr, österreichische Schriftstellerin und Übersetzerin
- 1895: Greta Johansson, schwedische Wasserspringerin und Schwimmerin
- 1896: Warwick Braithwaite, neuseeländischer Dirigent
- 1897: Luis Gianneo, argentinischer Komponist
- 1897: Karl Löwith, deutscher Philosoph
- 1898: Gracie Fields, britische Sängerin und Schauspielerin
- 1898: Margarete Oehm, deutsche Malerin und Grafikerin
- 1898: Karl Anton Prinz Rohan, österreichischer politischer Schriftsteller
- 1898: Vilma Bánky, ungarische Schauspielerin
- 1899: Harald Tammer, estnischer Gewichtheber und Leichtathlet
- 1900: Rudolf Hindemith, deutscher Komponist und Dirigent
- 1900: Anton Schmid, österreichischer Installateur und Unteroffizier, Gerechter unter den Völkern

### 20. Jahrhundert

#### 1901–1925
- 1901: Ishman Bracey, US-amerikanischer Bluesmusiker
- 1901: Ilse Salberg, deutsche Fotografin und Kunstmäzenatin
- 1901: Chic Young, US-amerikanischer Cartoonist und Comiczeichner
- 1902: Rudolf Bing, britischer Theatermanager
- 1902: Josemaría Escrivá, spanischer Priester und Gründer der römisch-katholischen Laienorganisation Opus Dei

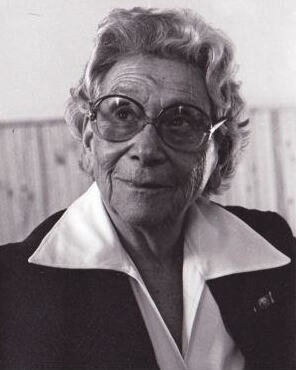
Emmi Pikler (* 1902)

- 1902: Emmi Pikler, österreichisch-ungarische Kinderärztin und Kleinkindpädagogin
- 1903: Gioacchino Colombo, italienischer Konstrukteur von Automobilmotoren
- 1903: Eugen Seiterich, deutscher Priester, Erzbischof von Freiburg im Breisgau
- 1903: Melitta Schenk Gräfin von Stauffenberg, deutsche Ingenieurin und Fliegerin im Zweiten Weltkrieg
- 1904: Adolf Schröter, deutscher Porträt- und Landschaftsmaler
- 1904: Hermann Gösmann, deutscher Fußballfunktionär, Präsident des DFB
- 1904: Conrad Letendre, kanadischer Organist, Komponist und Musikpädagoge
- 1905: Karl Flach, deutscher Unternehmer
- 1906: Karl Bruckner, österreichischer Schriftsteller
- 1908: John Stuart Anderson, britischer Chemiker

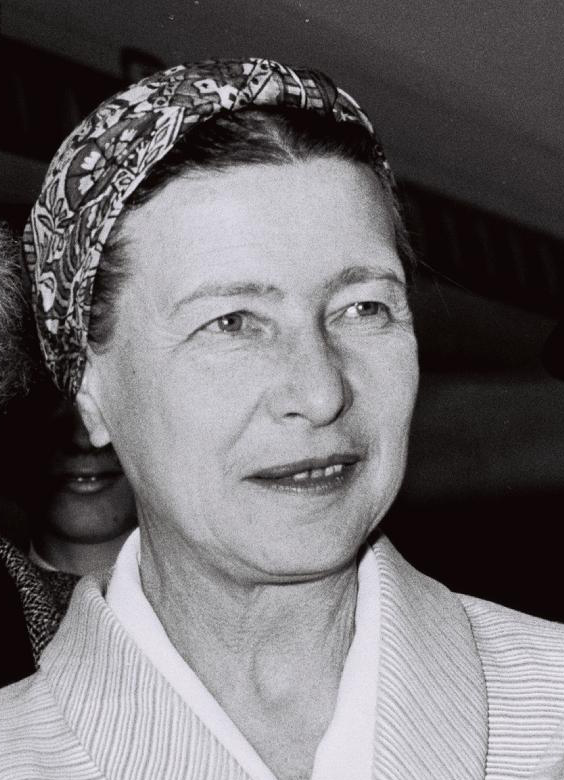
Simone de Beauvoir (* 1908)

- 1908: Simone de Beauvoir, französische Schriftstellerin, Philosophin und Feministin
- 1909: José Chávez Morado, mexikanischer Künstler
- 1910: Eberhard Achterberg, deutscher Religionswissenschaftler und Publizist
- 1910: Erwin Welke, deutscher Politiker, MdL
- 1910: Henriette Puig-Roget, französische Organistin, Pianistin und Komponistin
- 1911: Carmen Guerrero Franco, mexikanische Schauspielerin
- 1911: Franz Nauber, deutscher Hornist
- 1912: Juliette Huot, kanadische Schauspielerin
- 1912: Waldemar Fegelein, deutscher SS-Offizier
- 1912: Ernst Kolb, österreichischer Politiker und Jurist
- 1912: Elias Zoghbi, ägyptischer Bischof von Baalbek

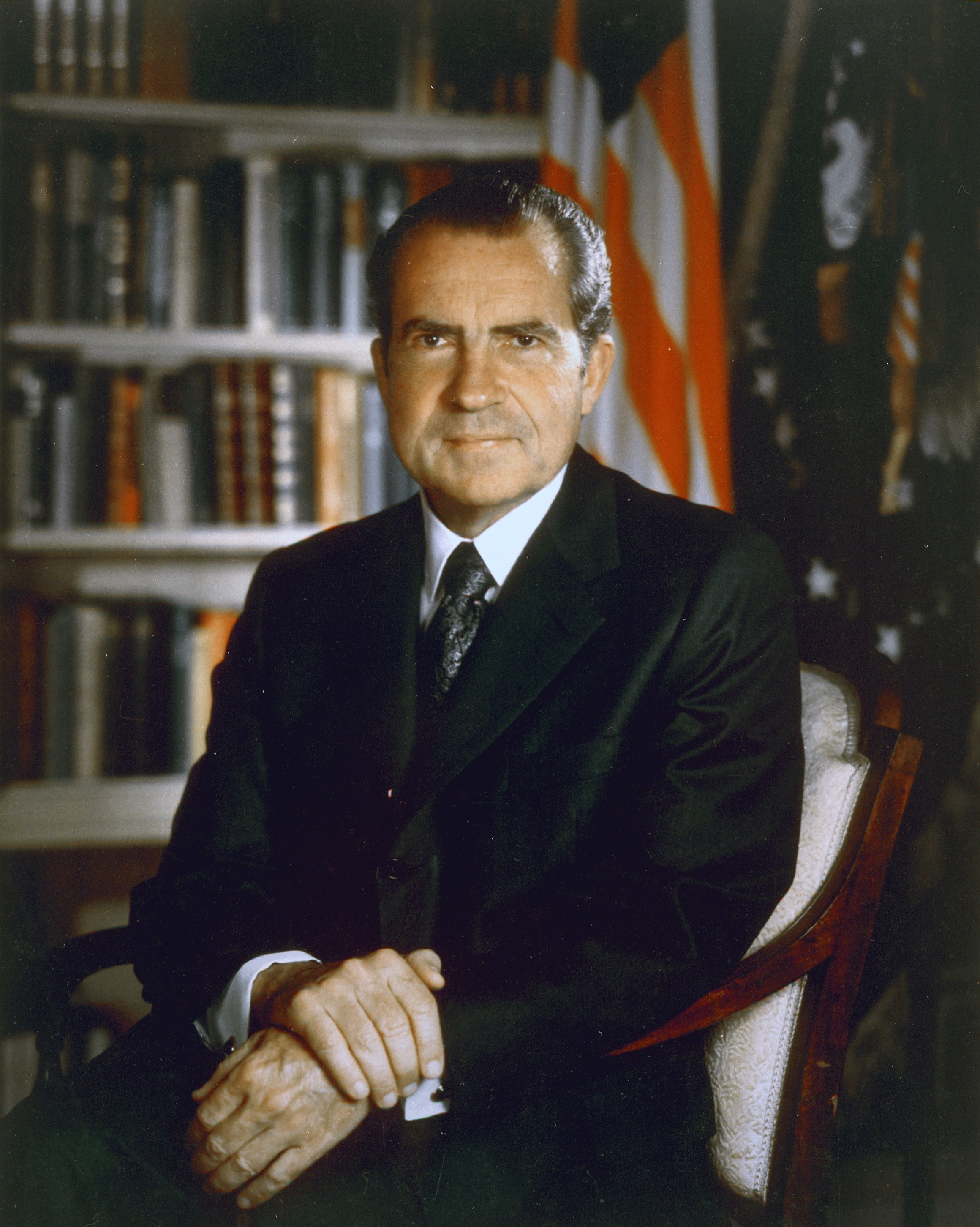
Richard Nixon (* 1913)

- 1913: Richard Nixon, US-amerikanischer Präsident
- 1914: Kenny Clarke, US-amerikanischer Jazz-Musiker
- 1914: John Ferraby, britischer Autor
- 1914: Adolf Urban, deutscher Fußballspieler
- 1915: Herbert Huncke, US-amerikanischer Autor, Beatnik, Ikone der Subkultur und Pionier der Schwulenbewegung
- 1915: Anita Louise, US-amerikanische Schauspielerin
- 1916: Fernando Lamas, argentinischer Schauspieler und Filmproduzent
- 1916: E. Cardon Walker, US-amerikanischer Manager der Walt Disney Company
- 1919: Hans Lebert, österreichischer Schriftsteller und Opernsänger
- 1920: Clive Dunn, britischer Schauspieler
- 1920: Curth Flatow, deutscher Regisseur und Schriftsteller
- 1921: Fred Kwasi Apaloo, ghanaischer Jurist und Politiker
- 1921: Ágnes Keleti, ungarisch-israelische Kunstturnerin, Lehrerin, Trainerin und Olympiasiegerin
- 1922: Har Gobind Khorana, indischer Biochemiker, Nobelpreisträger
- 1922: Ahmed Sékou Touré, guineischer Diktator
- 1923: Karl-Heinz Metzner, deutscher Fußballspieler
- 1923: Takayanagi Shigenobu, japanischer Lyriker
- 1924: Carola Braunbock, deutsche Schauspielerin
- 1924: Josef Angenfort, deutscher Politiker, Widerstandskämpfer gegen den Nationalsozialismus, MdL
- 1924: Sergei Paradschanow, armenischer Filmregisseur
- 1924: Walkiria Terradura, italienische Partisanin
- 1925: Lee Van Cleef, US-amerikanischer Film- und Fernsehschauspieler
- 1925: Ina Stein, deutsche Kostümbildnerin

#### 1926–1950
- 1926: Ernst-Rüdiger Kiesow, deutscher evangelischer Theologe
- 1926: George Modelski, polnisch-amerikanischer Politikwissenschaftler
- 1926: Hoyt Scoggins, US-amerikanischer Gospel- und Rockabilly-Musiker
- 1927: Adolfo Antonio Suárez Rivera, mexikanischer Geistlicher, Bischof von Tepic und Tlalnepantla, Erzbischof von Monterrey, Kardinal
- 1927: Rodolfo Walsh, argentinischer Schriftsteller und Journalist
- 1928: Fritz Dirtl, österreichischer Motorrad-Rennfahrer
- 1928: Domenico Modugno, italienischer Musiker und Songwriter
- 1928: Wolfgang Draeger, deutscher Schauspieler
- 1929: Brian Friel, irischer Dramatiker
- 1929: Keith Hall, britischer Automobilrennfahrer

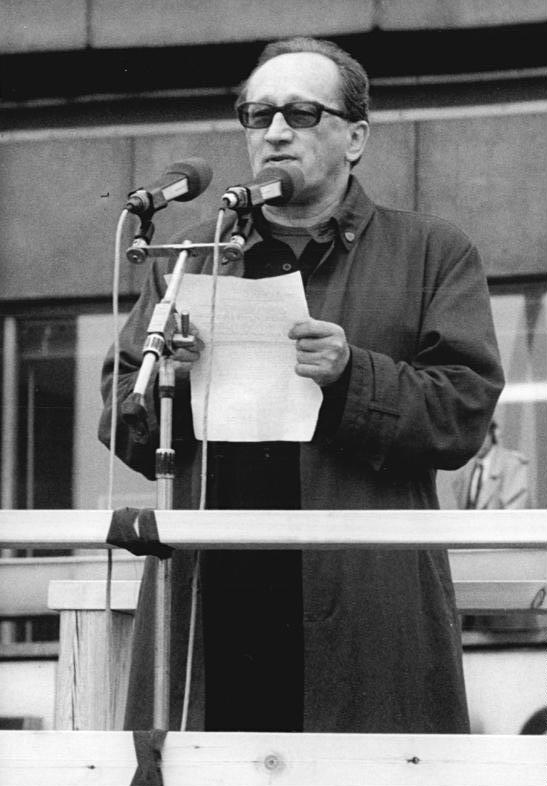
Heiner Müller (* 1929)

- 1929: Heiner Müller, deutscher Dramatiker und Schriftsteller, Regisseur und Intendant
- 1930: Günther Jahn, deutscher Politiker und Funktionär, Mitglied des ZK der SED, Abgeordneter der Volkskammer
- 1930: Pawel Konstantinowitsch Koltschin, sowjetischer Skilangläufer und -trainer, Olympiasieger
- 1930: Ernst Dieter Lueg, deutscher Journalist
- 1930: Carl-Ludwig Wagner, deutscher Politiker, Ministerpräsident von Rheinland-Pfalz
- 1930: Igor Netto, sowjetischer Fußballspieler
- 1931: Algis Budrys, US-amerikanischer Science-Fiction-Schriftsteller
- 1931: Erhard Krack, deutscher Politiker, Oberbürgermeister von Ost-Berlin
- 1932: Elliot Aronson, US-amerikanischer Psychologe
- 1932: Horst von Bassewitz, deutscher Architekt
- 1932: Robert P. Casey, US-amerikanischer Politiker, Gouverneur von Pennsylvania
- 1932: Jonathan Farwell, US-amerikanischer Filmschauspieler
- 1933: Helmut Schäfer, deutscher Politiker, MdB

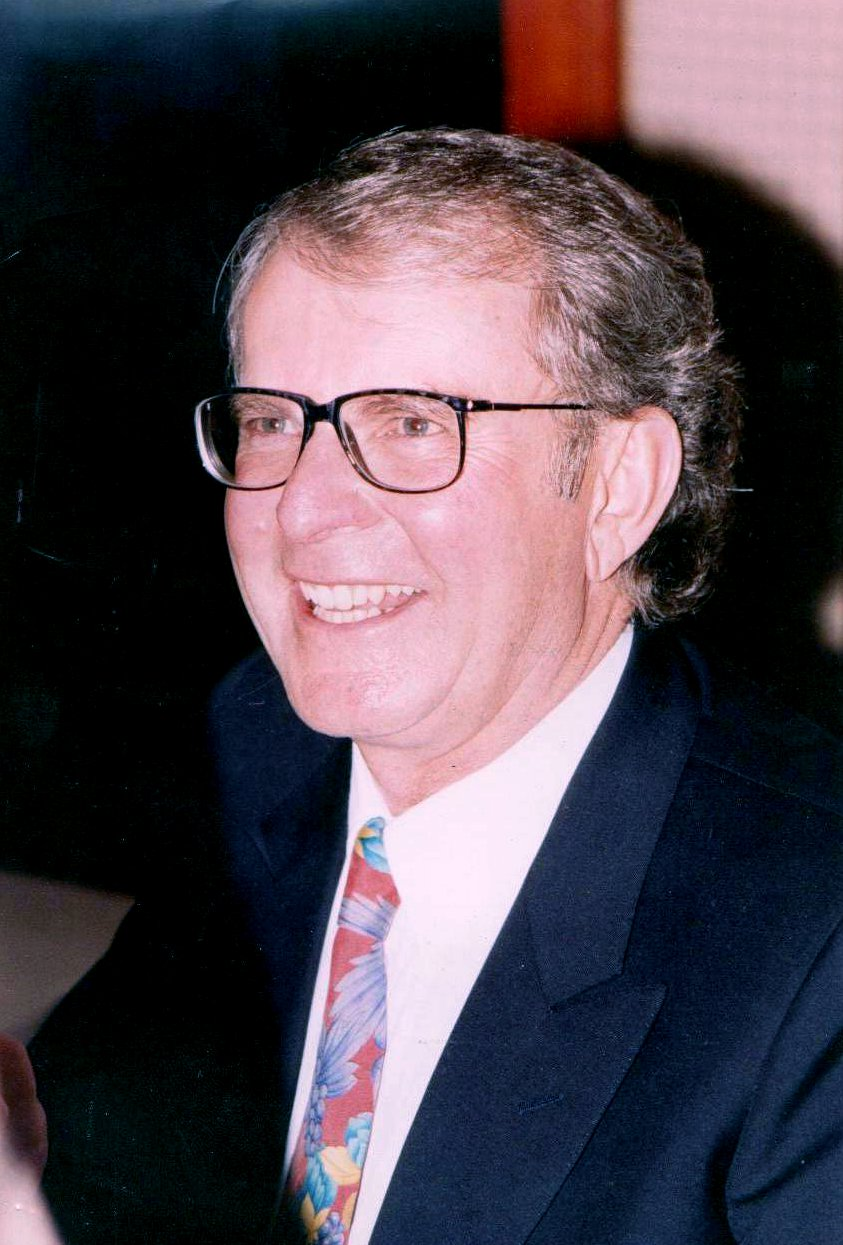
Wilbur A. Smith (* 1933)

- 1933: Wilbur A. Smith, britischer Schriftsteller
- 1935: Silvio De Florentiis, italienischer Marathonläufer
- 1935: Bob Denver, US-amerikanischer Schauspieler
- 1935: Manfred Grätz, deutscher General, Stellvertretender Minister für Nationale Verteidigung und Chef des Hauptstabes der NVA
- 1935: John McCormack, britischer Boxer
- 1936: Georg Bamberg, deutscher Politiker, MdB
- 1936: Philip John Kennedy Burton, britischer Ornithologe und Tierillustrator
- 1936: Klaus-Dieter Uelhoff, deutscher Politiker, MdB
- 1937: Klaus Schlesinger, deutscher Schriftsteller und Journalist
- 1937: Hans Zander, deutscher Schauspieler und Theaterleiter
- 1938: Albert Liénard, belgischer Politiker
- 1938: Bunmei Ibuki, japanischer Politiker, mehrfacher Minister
- 1939: Kiko Argüello, spanischer Kunstmaler
- 1939: Böðvar Guðmundsson, isländischer Schriftsteller und Übersetzer
- 1939: Inge Hofmann, deutsche Afrikanistin
- 1939: Friedel Keim, deutscher Musiker

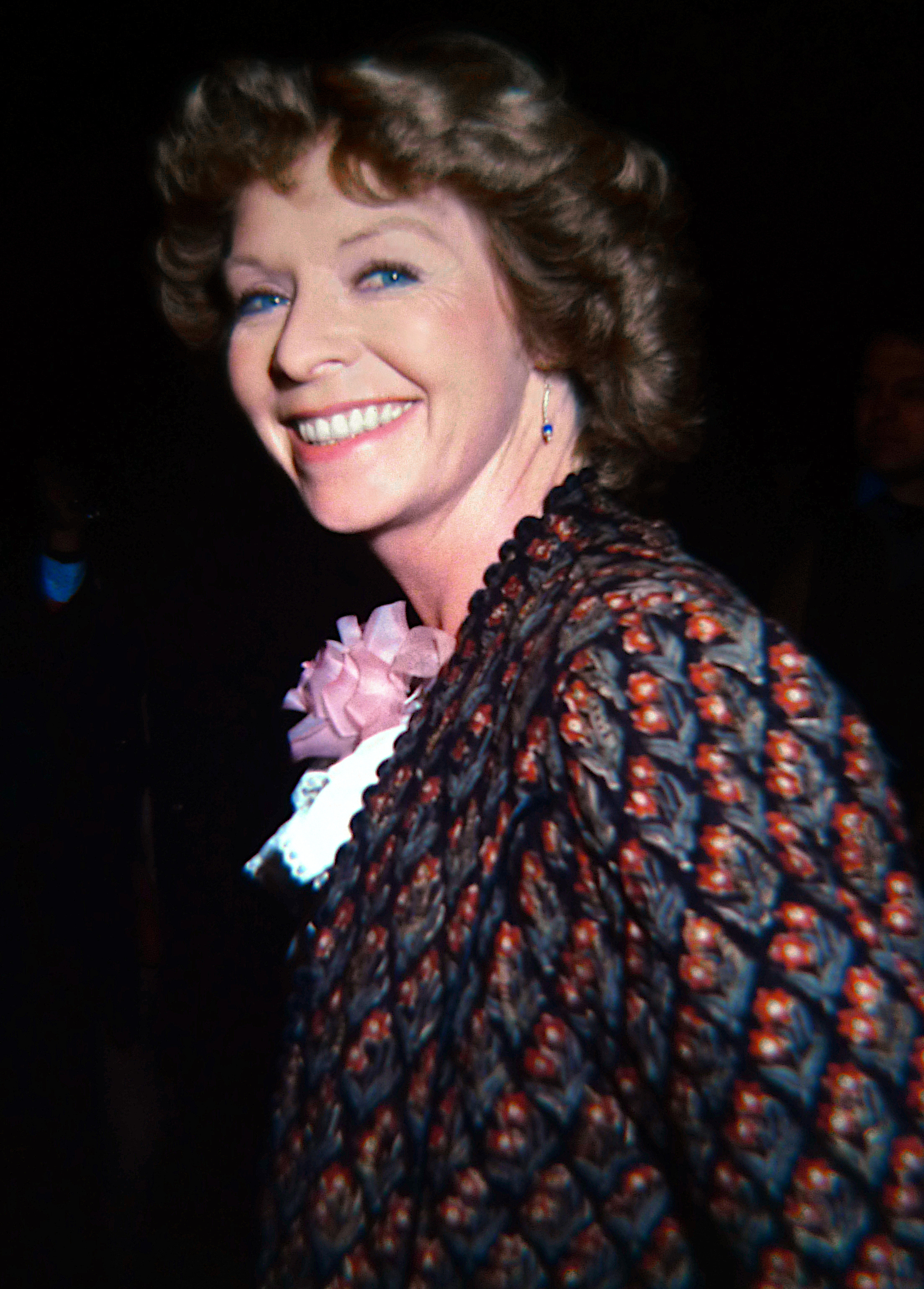
Susannah York (* 1939)

- 1939: Susannah York, britische Filmschauspielerin und Autorin
- 1940: Dario Antiseri, italienischer Philosoph
- 1940: Barbara Buczek, polnische Komponistin, Pianistin und Musikpädagogin
- 1940: Günter Deckert, deutscher Rechtsextremist und Politiker, Vorsitzender der NPD, verurteilter Holocaustleugner
- 1940: Ruth Dreifuss, Schweizer Politikerin, Bundespräsidentin
- 1940: Lucio Tasca, italienischer Vielseitigkeitsreiter und Winzer

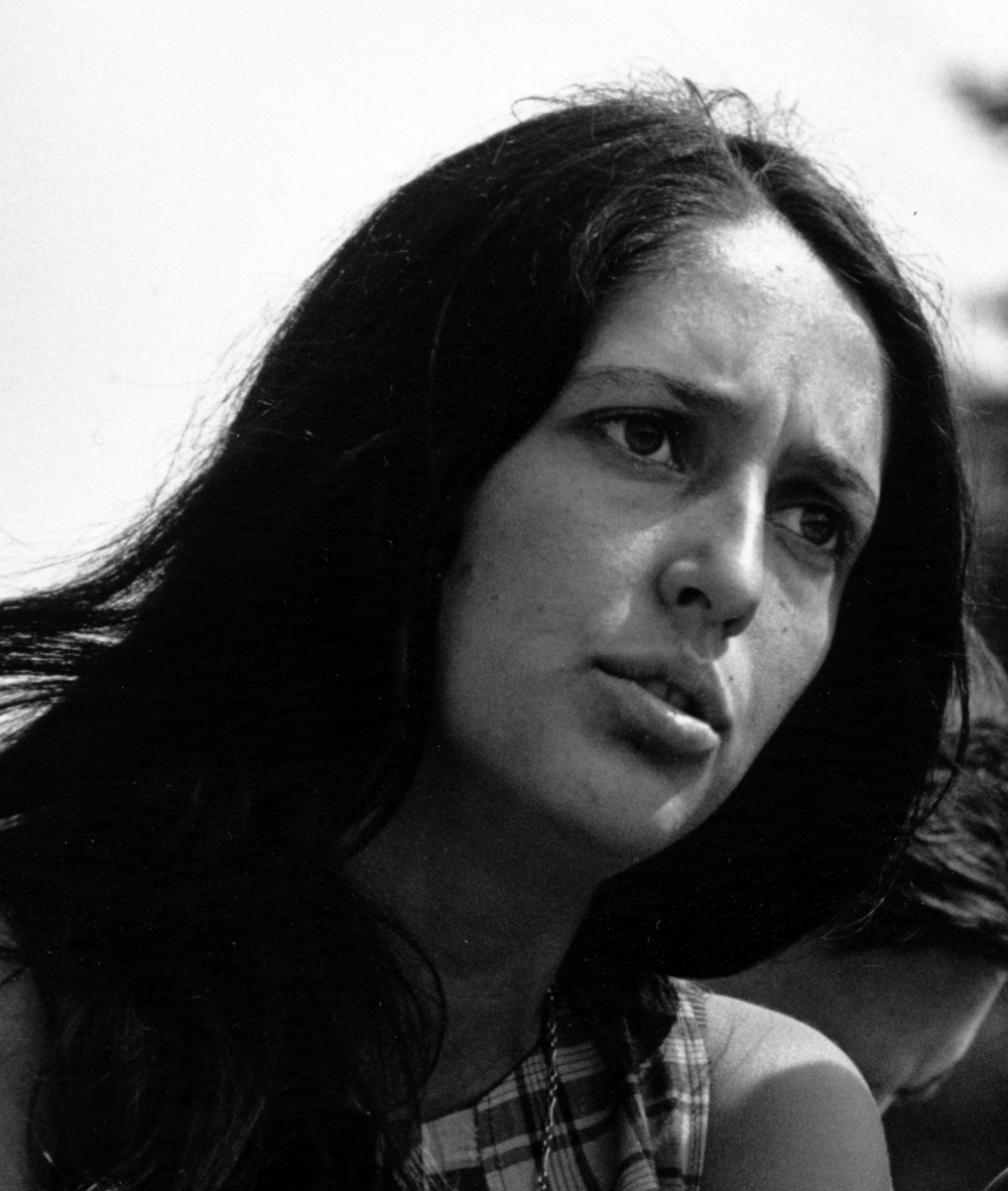
Joan Baez (* 1941)

- 1941: Joan Baez, US-amerikanische Folk-Sängerin, Bürgerrechtlerin und Pazifistin
- 1941: Dietmar Kreusel, deutscher Diplomat
- 1941: Ernst Vlcek, österreichischer Science-Fiction-Autor
- 1941: Gary B. Kibbe, US-amerikanischer Kameramann
- 1942: Ingo Buding, deutscher Tennisspieler
- 1942: Stuart Graham, britischer Motorrad- und Automobilrennfahrer
- 1942: Lee Kun-hee, südkoreanischer Manager von Samsung
- 1942: Werner Schnitzer, deutscher Schauspieler
- 1942: Joseph Vella, maltesischer Komponist und Dirigent
- 1943: Dorit Gäbler, deutsche Schauspielerin und Chansonniere
- 1943: Peter Zurek, österreichischer Journalist
- 1944: Massimiliano Fuksas, italienischer Architekt und Designer, Humanist, Dichter und Maler
- 1944: Jimmy Page, britischer Gitarrist und Musiker (Led Zeppelin)
- 1944: Scott Walker, US-amerikanischer Sänger und Bassist
- 1945: Karl-Heinz Artmann, deutscher Fußballspieler
- 1945: Tessen von Heydebreck, deutscher Bankmanager
- 1945: Rüdiger Nickel, deutscher Sportler, Rechtsanwalt und Notar, Vizepräsident des DLV
- 1945: Lewon Ter-Petrosjan, armenischer Politiker
- 1946: Mogens Lykketoft, dänischer Politiker
- 1946: Virgil Săhleanu, rumänischer Metallarbeiter und Gewerkschaftsaktivist
- 1947: Juri Nikolajewitsch Balujewski, russischer General
- 1947: Nic Jones, britischer Folk-Sänger und Gitarrist
- 1948: Tim Hart, britischer Folksänger und -gitarrist
- 1948: William Cowsill, US-amerikanischer Musiker
- 1948: Jan Tomaszewski, polnischer Fußballspieler
- 1949: Mark Aronoff, kanadischer Gelehrter der Sprachmorphologie
- 1949: Ilario Pegorari, italienischer Skirennläufer

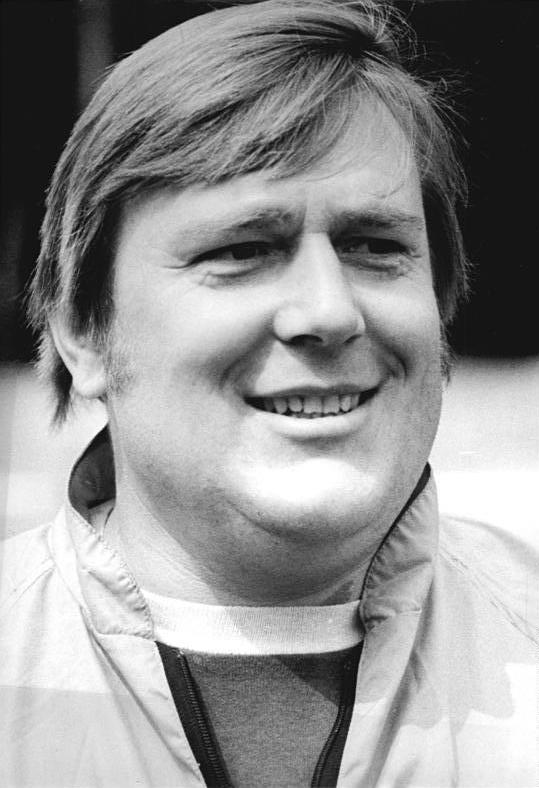
Horst Rau (* 1949)

- 1949: Horst Rau, deutscher Fußballspieler
- 1949: Mary Roos, deutsche Schlagersängerin
- 1949: Bernd Stegemann, deutscher Schauspieler
- 1949: Brigitte Unger-Soyka, deutsche Pädagogin und Politikerin, MdL
- 1950: Carlos Aguiar Retes, mexikanischer Erzbischof
- 1950: Alec John Jeffreys, britischer Genetiker
- 1950: Gisbert Haefs, deutscher Schriftsteller und Übersetzer
- 1950: Rio Reiser, deutscher Musiker und Liedermacher
- 1950: Wolfgang Rohde, deutscher Musiker
- 1950: Wilhelm Zobl, österreichischer Komponist, Musikwissenschaftler und Übersetzer
- 1950: Willi Zylajew, deutscher Politiker, MdL, MdB

#### 1951–1975

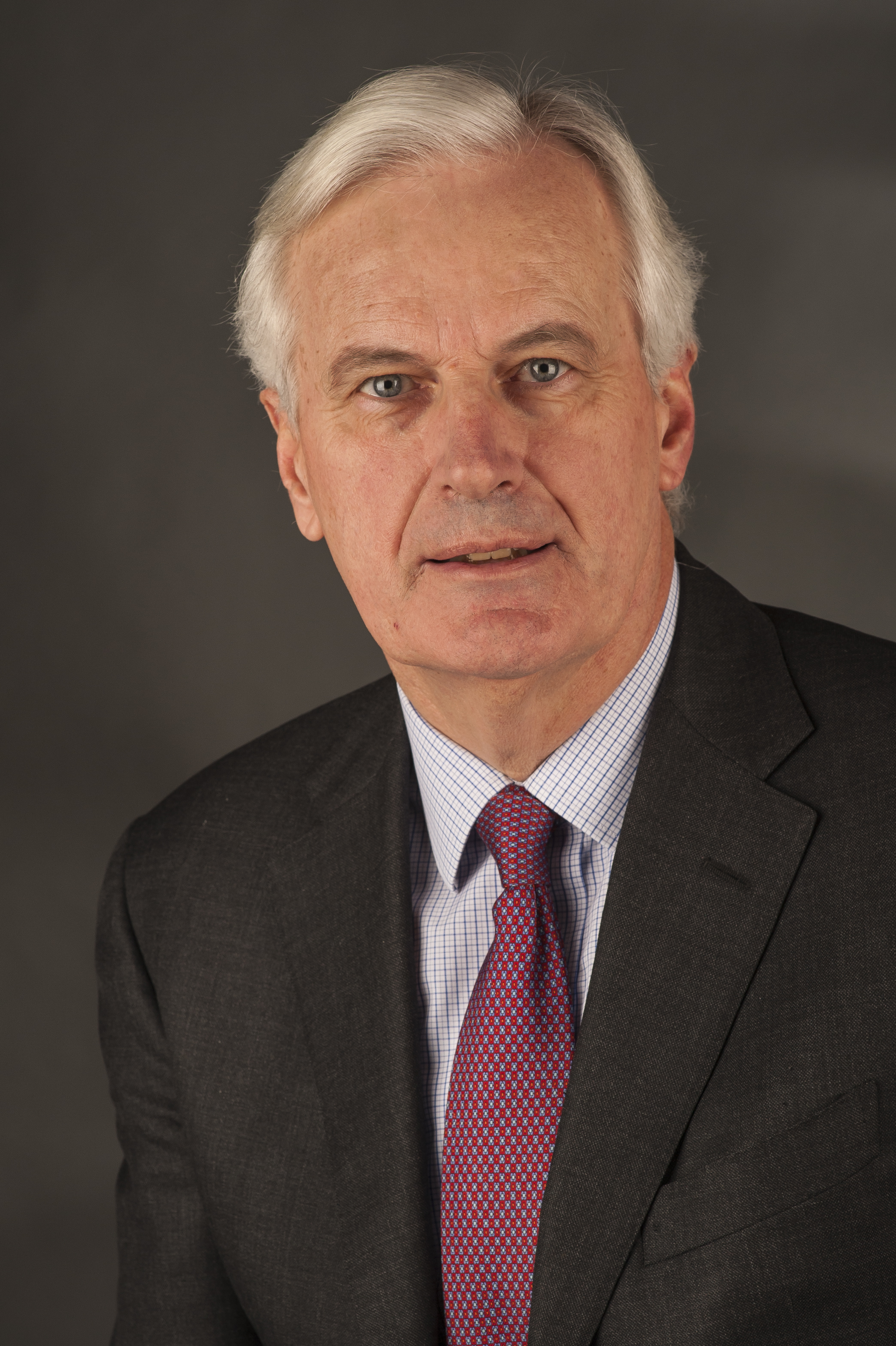
Michel Barnier (* 1951)

- 1951: Michel Barnier, französischer Außenminister und EU-Kommissar
- 1951: Crystal Gayle, US-amerikanische Sängerin
- 1952: Marek Belka, polnischer Ministerpräsident und Professor für Wirtschaftswissenschaften
- 1952: Hans-Martin Leili, deutscher Fußballspieler
- 1952: Salvo, Schweizer Musiker und Entertainer
- 1952: Dani Wyler, Schweizer Fußballkommentator
- 1953: Morris Gleitzman, britischer Kinder- und Jugendbuchautor
- 1953: Danny Morrison, nordirischer Journalist und Schriftsteller
- 1953: Uladsimir Soltan, belarussischer Komponist
- 1954: Mirza Delibašić, bosnischer Basketballspieler
- 1954: László Dés, ungarischer Jazz-Saxophonist und Komponist
- 1955: Bernd Gögel, deutscher Politiker
- 1955: Subrahmanyam Jaishankar, indischer Außenminister
- 1955: J. K. Simmons, US-amerikanischer Schauspieler
- 1956: Hans-Ulrich Grünberg, deutscher Schachspieler
- 1956: Lucyna Kałek, polnische Leichtathletin
- 1956: Waltraud Meier, deutsche Mezzosopranistin und Wagner-Interpretin
- 1956: Imelda Staunton, britische Theater- und Filmschauspielerin

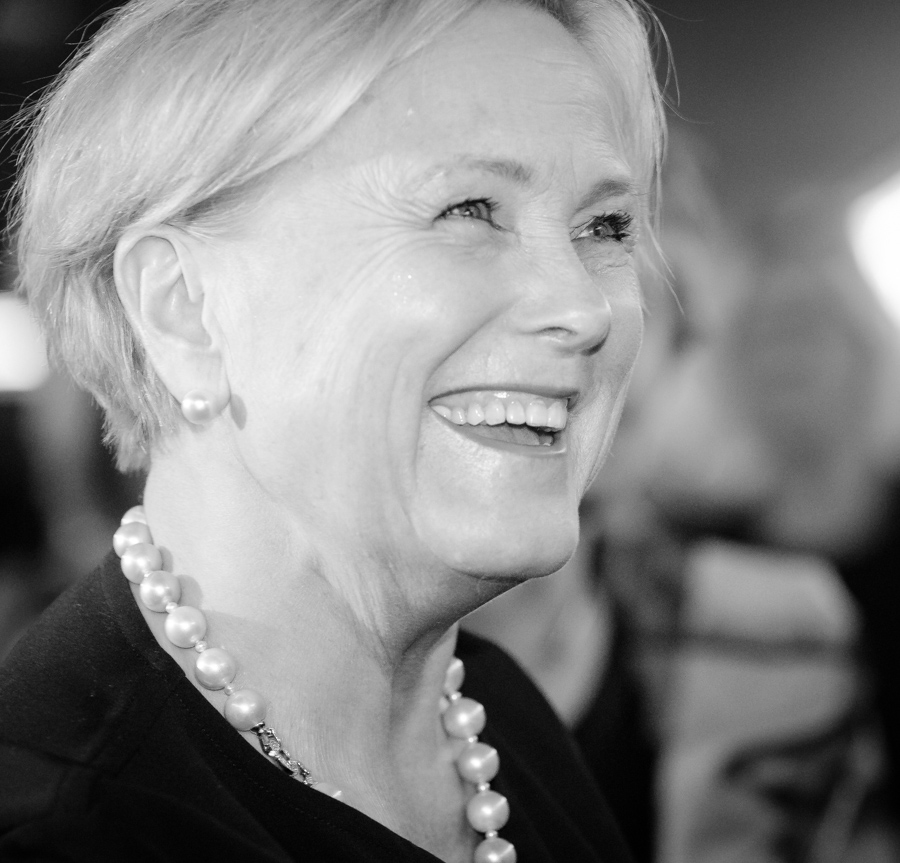
Thorhild Widvey (* 1956)

- 1956: Thorhild Widvey, norwegische Politikerin und Ministerin
- 1957: Thomas Blimlinger, österreichischer Politiker

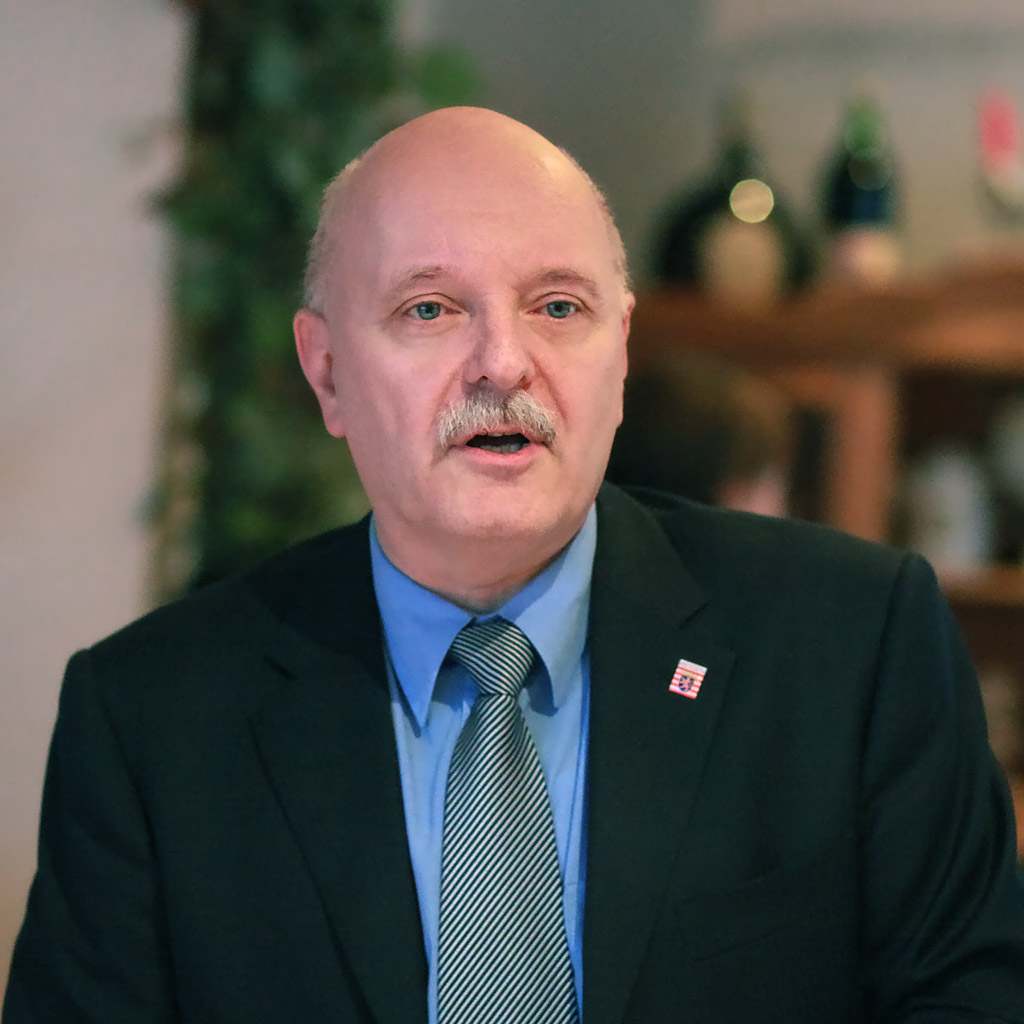
Dirk Metz (* 1957)

- 1957: Dirk Metz, deutscher Politiker, Sprecher der Hessischen Landesregierung
- 1957: Reinhold Steingräber, deutscher Ringer
- 1958: Mehmet Ali Ağca, türkischer Rechtsextremist und Papst-Attentäter
- 1958: Thomas Jauch, deutscher Regisseur
- 1959: Ridvan Dibra, albanischer Dichter, Literaturwissenschaftler und Journalist
- 1959: Rigoberta Menchú, guatemaltekische Menschenrechtsaktivistin, Nobelpreisträgerin
- 1959: Peter Spuhler, Schweizer Unternehmer und Politiker

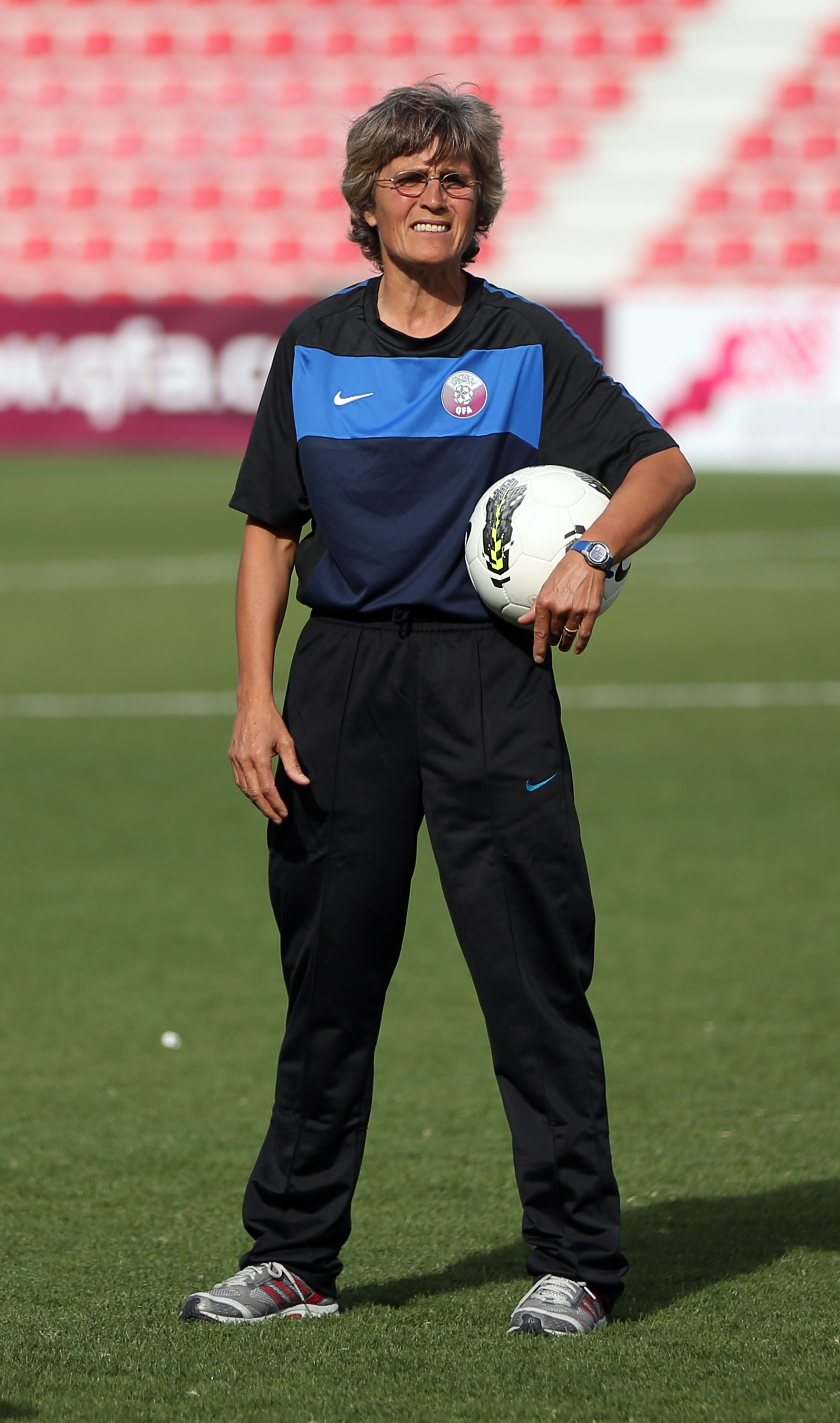
Monika Staab (* 1959)

- 1959: Monika Staab, deutsche Fußballtrainerin und Fußballspielerin
- 1960: Thomas Pfanner, deutscher Schriftsteller
- 1960: Harald Pinger, deutscher Manager
- 1960: Matthias Pöhm, deutscher Rhetoriktrainer
- 1960: Johanna Rachinger, österreichische Theaterwissenschaftlerin
- 1961: Uwe Anweiler, deutscher Fußballspieler

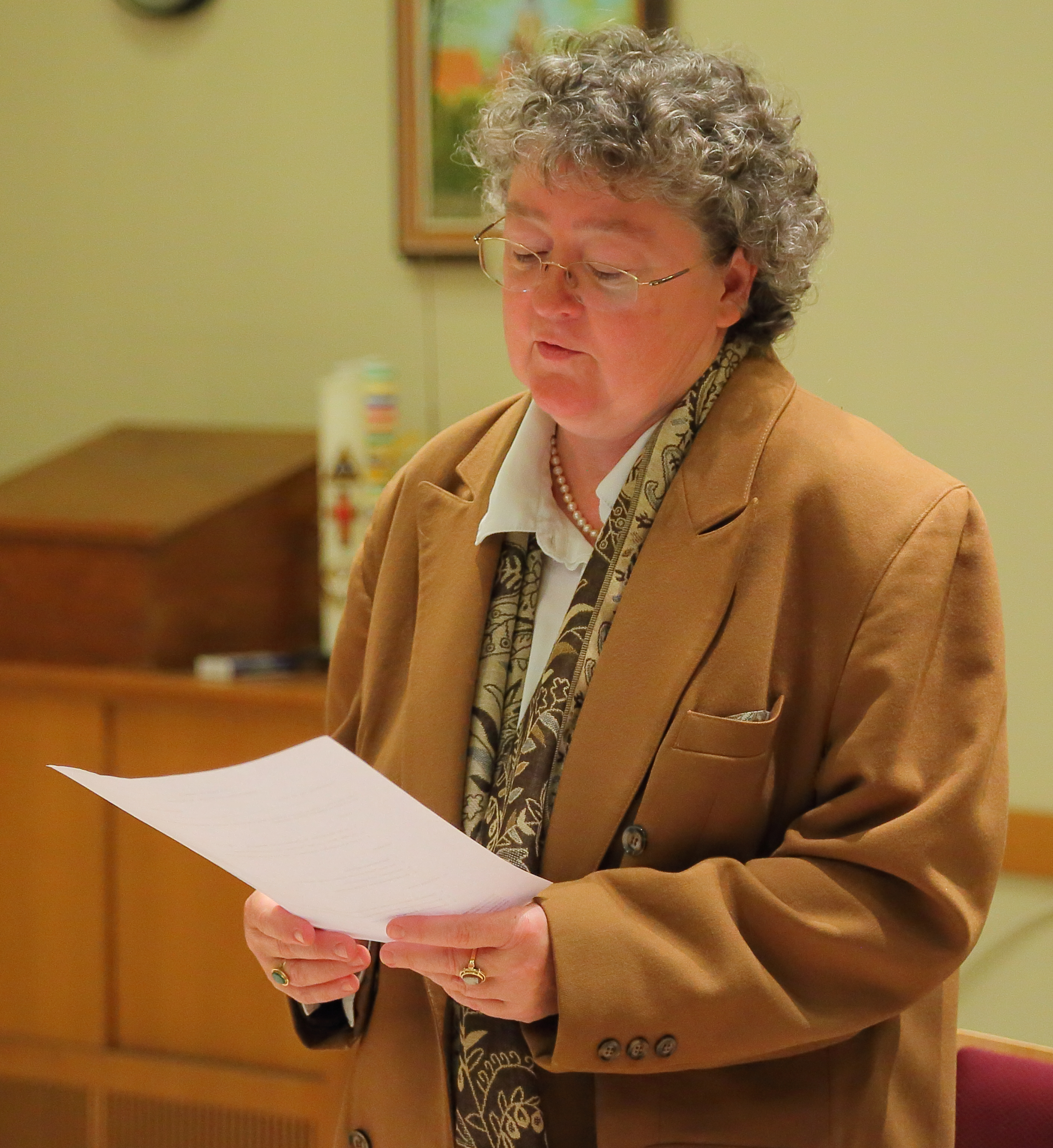
Dorothea Sattler (* 1961)

- 1961: Dorothea Sattler, deutsche römisch-katholische Theologin und Professorin
- 1961: Yannick Stopyra, französischer Fußballspieler
- 1962: Monika Grütters, deutsche Politikerin, MdB
- 1962: Lars Konieczny, deutscher Kognitionswissenschaftler
- 1962: Georg Wacker, deutscher Politiker, MdL
- 1963: Borislav Dević, jugoslawischer Leichtathlet
- 1963: Eric Erlandson, US-amerikanischer Musiker
- 1963: Michael Everson, US-amerikanischer Sprachwissenschaftler, Schriftsetzer, Schriftentwerfer, Typograf und Schriftexperte
- 1963: Jiří Parma, tschechischer Skispringer
- 1963: Martin Rueda, Schweizer Fußballspieler und -trainer
- 1963: Frenkie Schinkels, niederländischer Fußballspieler und -trainer
- 1965: Muggsy Bogues, US-amerikanischer Basketballspieler und -trainer
- 1965: Jennifer Doey, kanadische Ruderin
- 1965: Josef Dostthaler, deutscher Bobfahrer
- 1965: Iain Dowie, nordirischer Fußballspieler und -trainer
- 1965: Haddaway, Sänger aus Trinidad und Tobago
- 1965: Joely Richardson, britische Schauspielerin
- 1965: René Stadtkewitz, deutscher Politiker, MdA
- 1966: Daiva Tamošiūnaitė, litauische Radio- und Fernsehmoderatorin
- 1966: Herbert Haider, österreichischer Stimmenimitator, Synchronsprecher, Kabarettist und Schauspieler
- 1966: Beat Zehnder, Schweizer Motorsport-Ingenieur
- 1967: Claudio Caniggia, argentinischer Fußballspieler
- 1967: Dave Matthews, südafrikanischer Sänger und Gitarrist
- 1967: Maria Noichl, deutsche Kommunalpolitikerin
- 1967: Rick Rozz, US-amerikanischer Gitarrist
- 1968: Joey Lauren Adams, US-amerikanische Schauspielerin
- 1969: Warren Hughes, britischer Automobilrennfahrer
- 1970: Axel Rodrigues de Arruda, brasilianischer Fußballspieler
- 1970: Carsten Eich, deutscher Leichtathlet

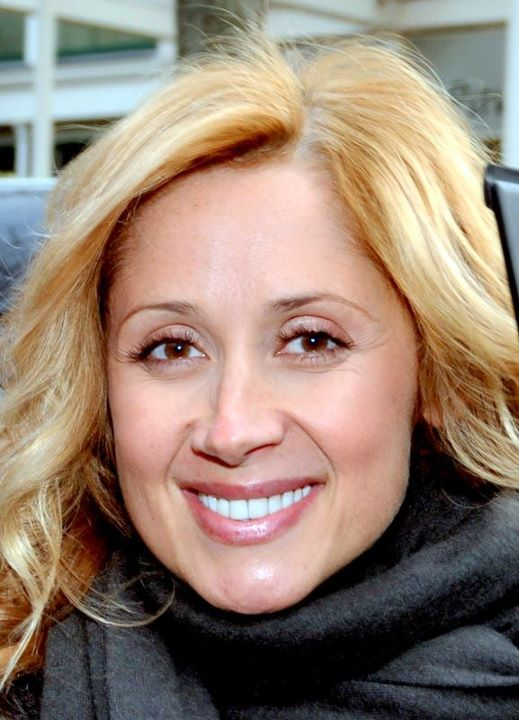
Lara Fabian (* 1970)

- 1970: Lara Fabian, belgische Sängerin
- 1970: Marco Sanchez, US-amerikanischer Schauspieler
- 1971: Angie Martinez, US-amerikanische Musikerin und Model, Fernseh- und Radio-Moderatorin
- 1971: Christoph Sieber, österreichischer Windsurfer
- 1971: Urs Villiger, Schweizer Schauspieler
- 1971: Ralf Zacherl, deutscher Fernsehkoch
- 1972: Mat Hoffman, US-amerikanischer BMX-Fahrer
- 1973: Sean Paul, jamaikanischer Dancehall-Interpret
- 1974: Farhan Akhtar, indischer Schauspieler und Filmregisseur
- 1974: Pia Baresch, österreichische Schauspielerin
- 1975: Agnes Armour, ungarisch-US-amerikanische Handballspielerin
- 1975: Andrzej Bachleda-Curuś junior, polnischer Skirennläufer
- 1975: James Beckford, jamaikanischer Leichtathlet
- 1975: David Bernabéu, spanischer Radrennfahrer
- 1975: Dalibor Grubačević, kroatischer Komponist, Musiker und Musikproduzent
- 1975: Ronny Hebestreit, deutscher Fußballspieler

#### 1976–2000
- 1976: Svitlana Azarova, ukrainisch-niederländische Komponistin
- 1976: Radek Bonk, tschechischer Eishockeyspieler
- 1976: Amy Gillett, australische Ruderin und Radsportlerin
- 1976: Joep Beving, niederländischer Pianist und Komponist

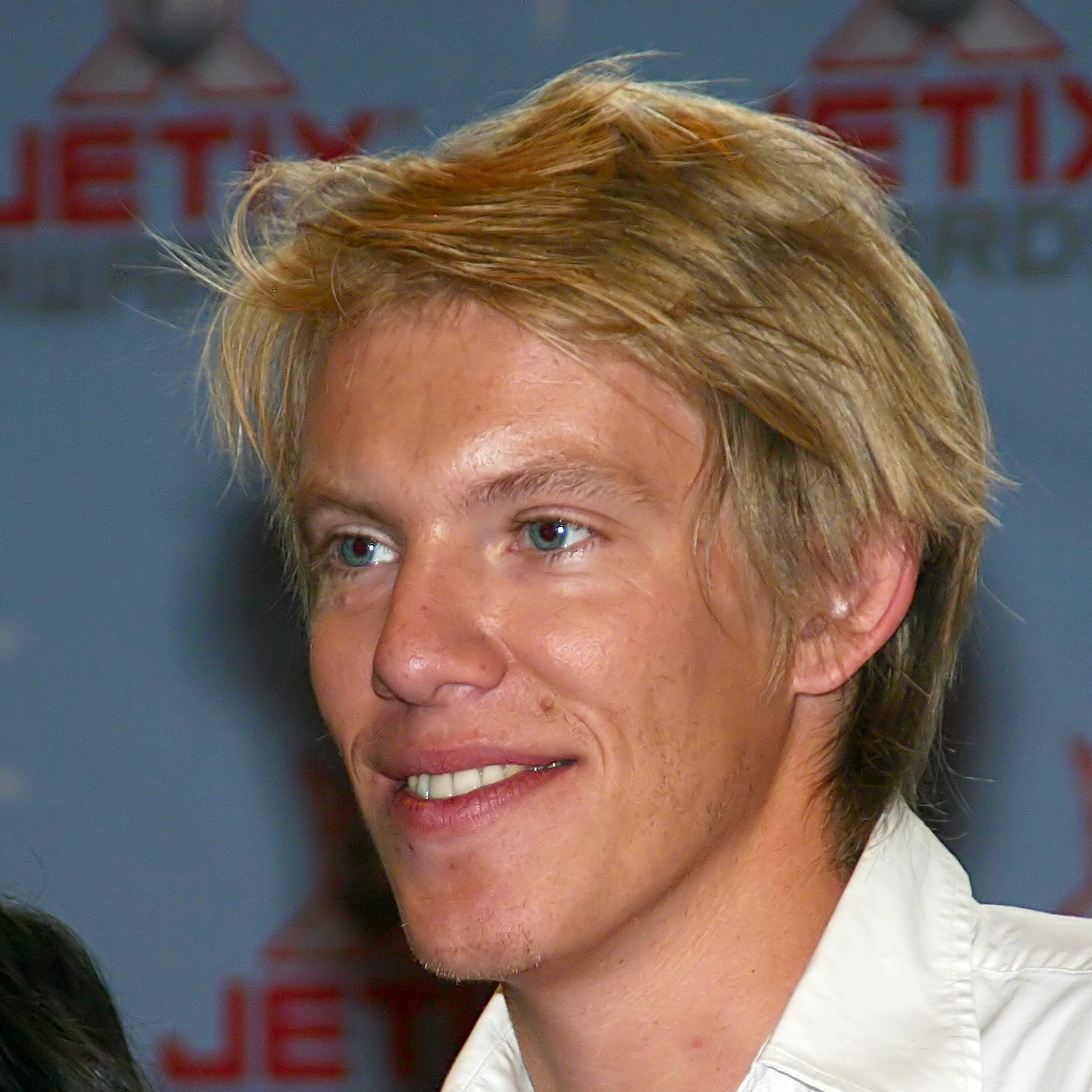
Simon Gosejohann (* 1976)

- 1976: Simon Gosejohann, deutscher Schauspieler, Moderator und Comedian
- 1977: Maik Machulla, deutscher Handballspieler und -trainer
- 1977: Christian Rose, deutscher Handballspieler
- 1977: Gerd Wimmer, österreichischer Fußballspieler
- 1978: Mathieu Garon, kanadischer Eishockeyspieler
- 1978: Gennaro Gattuso, italienischer Fußballspieler
- 1978: AJ McLean, US-amerikanischer Sänger
- 1978: Chad Johnson, US-amerikanischer American-Football-Spieler
- 1978: Simone Niggli-Luder, Schweizer Orientierungsläuferin
- 1979: Raúl Alonso, spanischer Handballtrainer
- 1979: Nicolás Córdova, chilenischer Fußballspieler
- 1979: Julien Fivaz, Schweizer Leichtathlet
- 1979: Markus Jocher, deutscher Eishockeyspieler

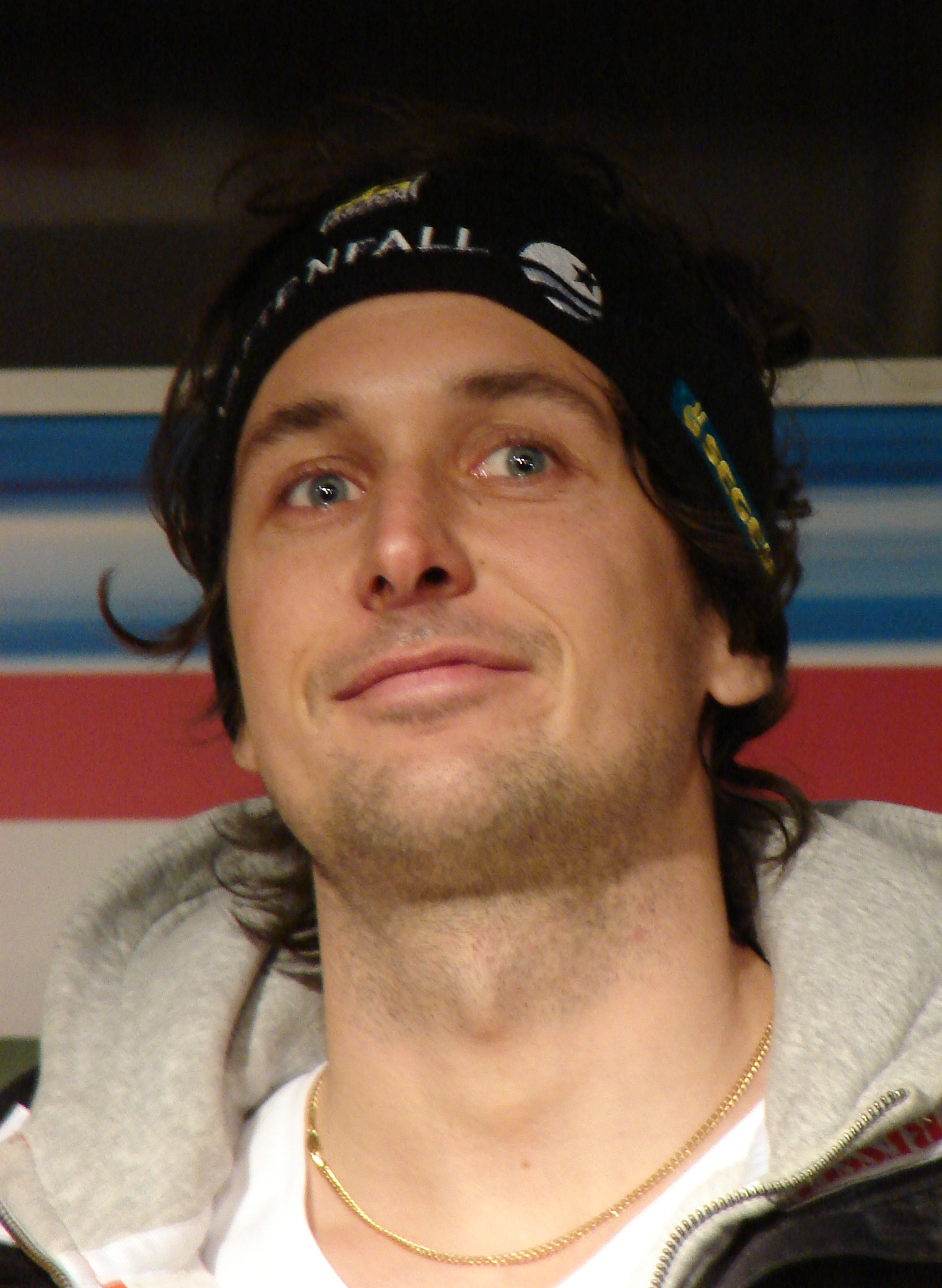
Markus Larsson (* 1979)

- 1979: Markus Larsson, schwedischer Skirennläufer
- 1979: Athanassios Prittas, griechischer Fußballspieler
- 1979: Mehmet Yozgatlı, türkischer Fußballspieler
- 1979: Peter Žonta, slowenischer Skispringer
- 1980: Arta Bajrami, albanische Popmusikerin
- 1980: Sergio García, spanischer Golfspieler
- 1980: Sam Hancock, britischer Automobilrennfahrer
- 1980: Uroš Zorman, slowenischer Handballspieler und -trainer
- 1981: Julia Dietze, deutsche Schauspielerin
- 1981: Ronny Heer, Schweizer Nordischer Kombinierer
- 1981: David Lukáš, tschechischer Komponist und Dirigent
- 1981: Emanuele Sella, italienischer Radrennfahrer
- 1981: Euzebiusz Smolarek, polnischer Fußballspieler

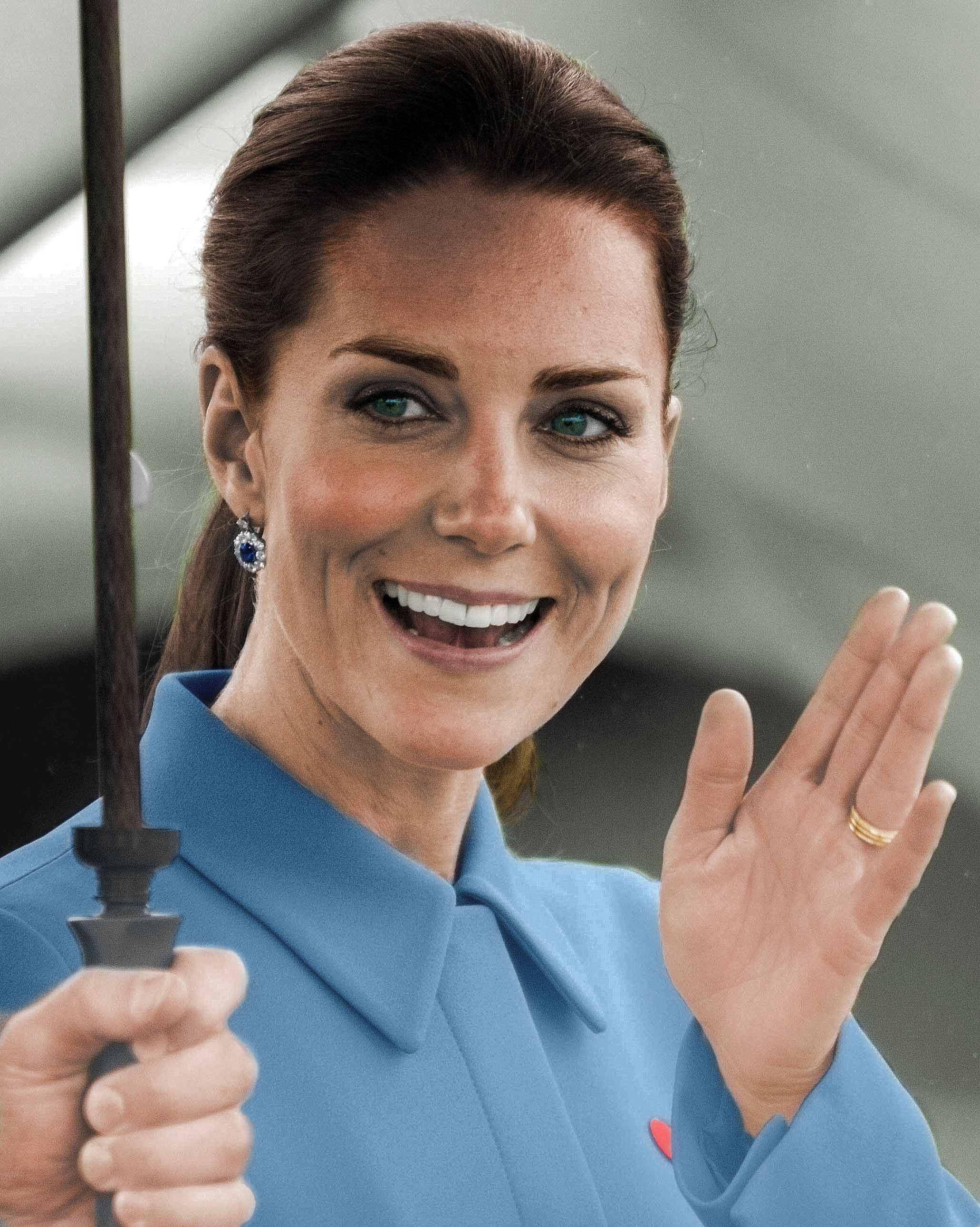
Catherine, Princess of Wales (* 1982)

- 1982: Catherine, Princess of Wales, Ehefrau von Prinz William
- 1982: Corry Berger, deutsche Basketballspielerin
- 1982: Julie Rydahl Bukh, dänische Fußballspielerin
- 1982: Leonhard Haas, deutscher Fußballspieler
- 1982: Benjamin Lebert, deutscher Schriftsteller
- 1982: Jan Pohl, deutscher Schauspieler
- 1982: Henriette Richter-Röhl, deutsche Schauspielerin
- 1982: Benjamin Seifert, deutscher Skilangläufer
- 1983: Christiane Kaufmann, deutsche Künstlerin
- 1983: Islam Jachjajewitsch Timursijew, russischer Boxer
- 1983: Tomasz Wylenzek, deutscher Kanute
- 1984: Ragnhild Aas, norwegische Beachvolleyballspielerin
- 1984: Oliver Jarvis, britischer Rennfahrer
- 1984: Robert Lehmann, deutscher Eisschnellläufer
- 1984: Vincent Descombes Sevoie, französischer Skispringer
- 1984: Weronika Rosati, polnische Schauspielerin und Model
- 1985: Tristan Angenendt, deutscher klassischer Gitarrist und Musiker
- 1985: Basar Basargurujew, kirgisischer Ringer
- 1986: Uwe Hünemeier, deutscher Fußballspieler
- 1986: Jarmila Machačová, tschechische Radrennfahrerin
- 1987: Ricardo Asqueta, uruguayischer Fußballspieler
- 1987: Angelica Augustsson Zanotelli, schwedische Springreiterin

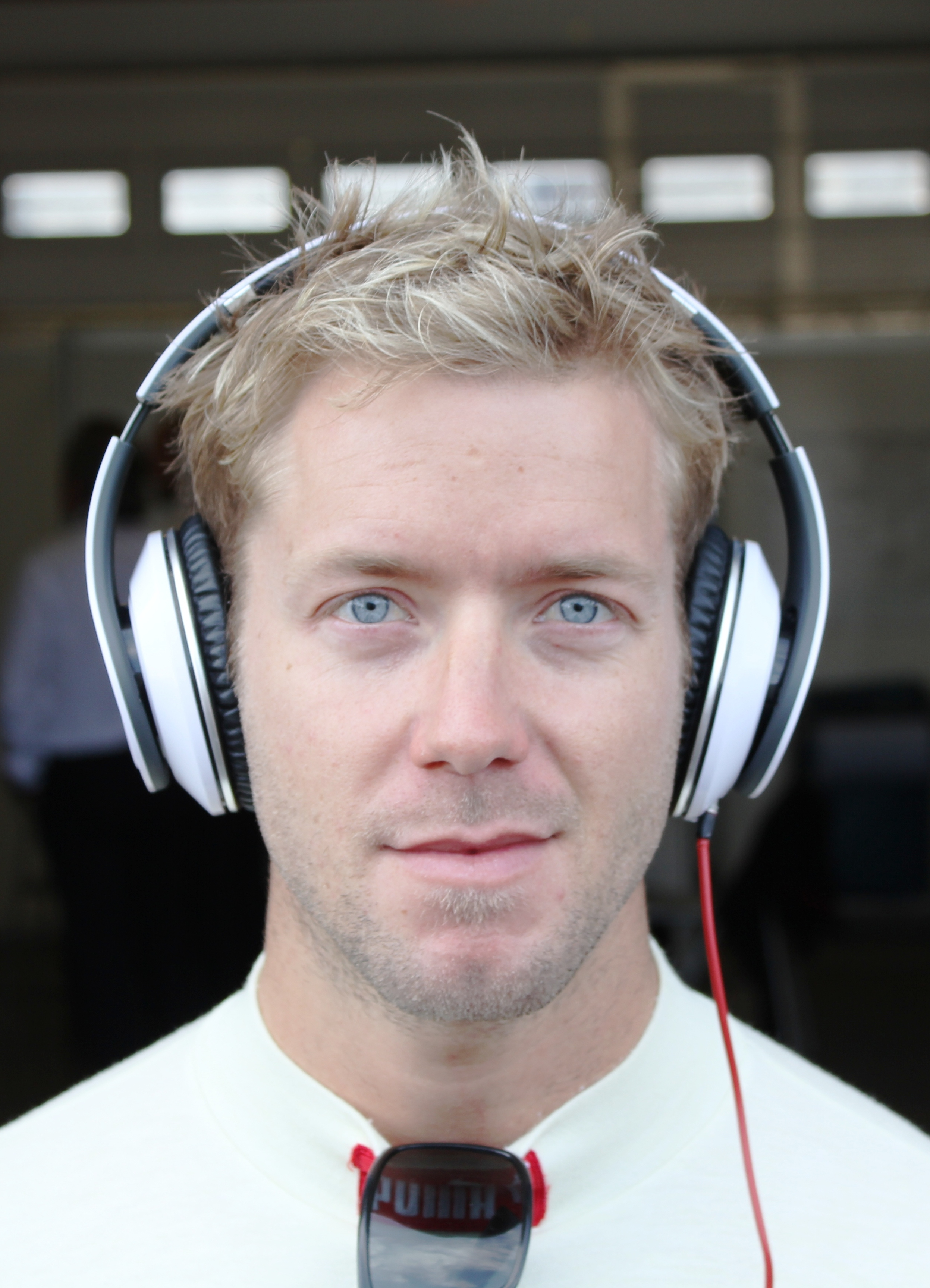
Sam Bird (* 1987)

- 1987: Sam Bird, britischer Rennfahrer
- 1987: Bradley Davies, walisischer Rugby-Union-Spieler
- 1987: Lucas Leiva, brasilianischer Fußballspieler
- 1987: Paolo Nutini, britischer Sänger
- 1987: Pablo Santos, mexikanischer Schauspieler und Produzent
- 1987: Anna Tatangelo, italienische Sängerin
- 1988: Michael Lumb, dänischer Fußballspieler
- 1989: Kinga Achruk, polnische Handballspielerin
- 1989: Kevin Benavides, argentinischer Motorradrennfahrer
- 1989: Nina Dobrev, bulgarisch-kanadische Schauspielerin und Model
- 1989: Michaëlla Krajicek, niederländische Tennisspielerin
- 1989: Keisuke Kunimoto, japanischer Automobilrennfahrer
- 1989: Anton Månsson, schwedischer Handballspieler
- 1989: Rikke Møller Pedersen, dänische Schwimmerin
- 1989: Dominik Rohracker, deutscher Fußballspieler
- 1989: Michael Beasley, US-amerikanischer Basketballspieler
- 1990: Konstantin Fring, deutscher Fußballspieler
- 1990: Laura Maria Heid, deutsche Schauspielerin
- 1991: Lucas Albrecht, deutscher Fußballspieler
- 1991: Josh Hill, britischer Automobilrennfahrer

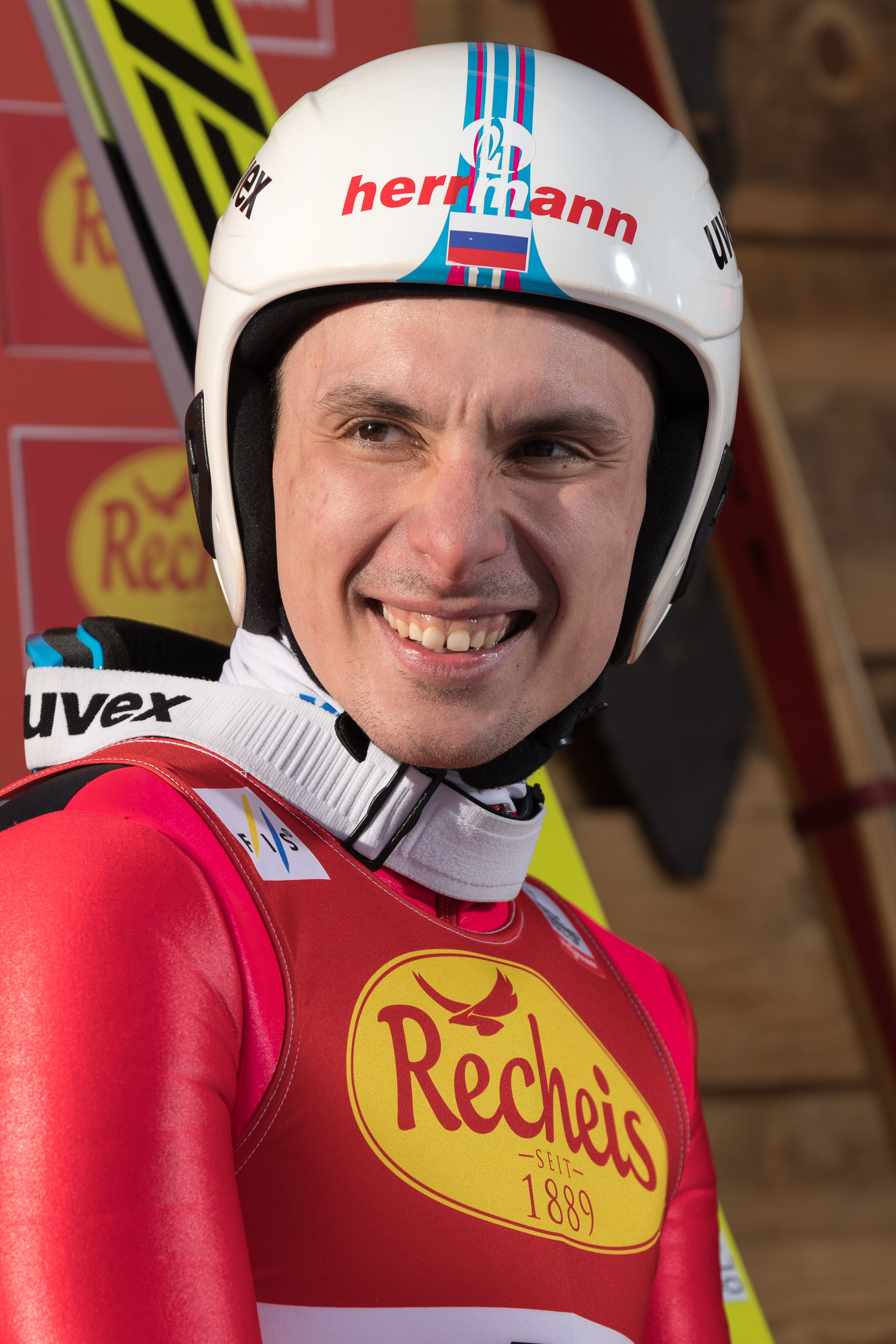
Ernest Jachin (* 1991)

- 1991: Ernest Robertowitsch Jachin, russischer Nordischer Kombinierer
- 1991: Thilo Leugers, deutscher Fußballspieler
- 1991: Ken Noel, österreichischer Fußballspieler
- 1991: Álvaro Tauchert Soler, deutsch-spanischer Sänger.
- 1992: Florian Eisenträger, deutscher Handballspieler
- 1992: Terrence Jones, US-amerikanischer Basketballspieler
- 1992: Andreas Voglsammer, deutscher Fußballspieler
- 1993: Ashley Argota, US-amerikanische Schauspielerin und Sängerin
- 1993: Nicolai Brock-Madsen, dänischer Fußballspieler
- 1993: Peter Crook, Freestyle-Skier von den Britischen Jungferninseln
- 1993: Kevin Korjus, estnischer Rennfahrer
- 1994: Rudolf Faluvégi, ungarischer Handballspieler
- 1994: Stefan Savic, österreichischer Fußballspieler
- 1995: Barış Atik, türkisch-deutscher Fußballspieler
- 1995: Julién Davenport, US-amerikanischer American-Football-Spieler
- 1995: Loiza Lamers, niederländisches Model
- 1995: Dominik Livaković, kroatischer Fußballtorwart
- 1995: Nicola Peltz, US-amerikanische Schauspielerin
- 1995: Grischa Prömel, deutscher Fußballspieler
- 1996: Oana Gregory, rumänische Schauspielerin
- 1996: Sebastian Kolbe, deutsch-spanischer Fußballtorhüter
- 1997: Danil Belezki, kasachischer Biathlet
- 1997: Kevin Geniets, luxemburgischer Radrennfahrer
- 1997: Asja Maregotto, italienische Ruderin
- 1998: Kerris Dorsey, US-amerikanische Schauspielerin
- 1998: Chris Führich, deutscher Fußballspieler
- 1998: Stefan Wiegand, deutscher Schauspieler

### 21. Jahrhundert
- 2001: Eric García, spanischer Fußballspieler
- 2001: Rodrygo, brasilianischer Fußballspieler
- 2003: Tyler Freeman, US-amerikanischer Fußballspieler
- 2003: Thomas Kastanaras, deutsch-griechischer Fußballspieler
- 2003: Otto von Grevenmoor, deutscher ehemaliger Kinderdarsteller

## Gestorben

### Vor dem 16. Jahrhundert
- 0291 v. Chr.: Kōan, 6. Tennō von Japan
- 0710: Hadrian von Canterbury, britischer Abt und Heiliger
- 1071: Saracho von Rossdorf, Abt von Corvey
- 1117: Maol Muire Ua Dunáin, irischer Kirchenreformer, erster Erzbischof von Cashel
- 1132: Egbert, Bischof von Münster
- 1166: Hassan II., Imam der Nizariten (Assassinen)
- 1181: Rudolf von Pfullendorf, Graf von Ramsperg, Pfullendorf, Bregenz, Lindau und Vogt von Sankt Gallen
- 1202: Birger Brosa, schwedischer Jarl
- 1260: Philippe Berruyer, Bischof von Orléans, Erzbischof von Bourges
- 1282: Abu Uthman Said ibn Hakam al-Quraschi, Raʾīs von Menorca
- 1308: Richard Hoton, Prior von Durham
- 1312: Friedrich von Boizenburg, Bischof von Verden
- 1440: Johann II. von Brunn, Bischof von Würzburg
- 1441: Paul von Rusdorf, 29. Hochmeister des Deutschen Ordens
- 1453: Stefano Porcari, römischer Renaissance-Humanist, Politiker und Verschwörer
- 1463: William Neville, 1. Earl of Kent, englischer Adeliger und Politiker
- 1472: Hans Pleydenwurff, deutscher Maler

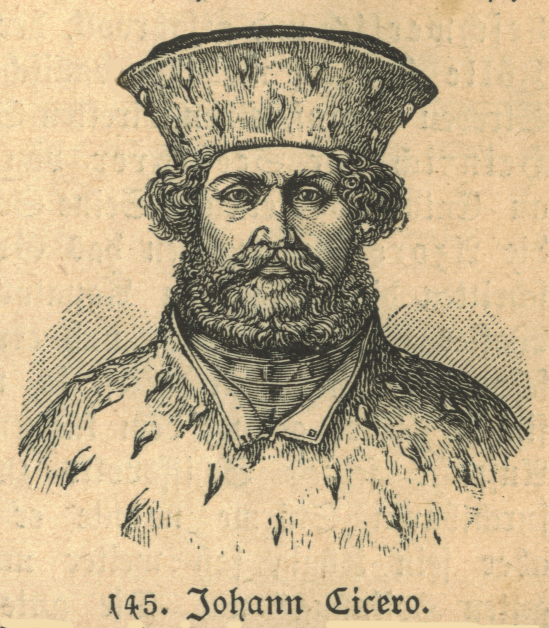
Johann Cicero († 1499)

- 1499: Johann Cicero, Kurfürst von Brandenburg

### 16. bis 18. Jahrhundert
- 1511: Demetrios Chalkokondyles, griechischer Humanist, Gelehrter und Professor für griechische Sprache in Italien
- 1514: Anne de Bretagne, französische Königin
- 1534: Johannes Aventinus, deutscher Chronist
- 1539: Henry Pole, 1. Baron Montagu, englischer Adeliger und Opfer der Exeter-Verschwörung
- 1540: Hoyer VI. von Mansfeld, Graf von Mansfeld und Ritter des Goldenen Vlies
- 1548: Matthäus Zell, elsässischer Theologe und Reformator
- 1551: Konrad II. Hartmann, Abt des Zisterzienserklosters in Ebrach
- 1555: Johann von Schönburg, Bischof von Gurk
- 1573: Abdias Prätorius, deutscher lutherischer Theologe und Reformator
- 1579: Hans Franz Nägeli, Schultheiss von Bern
- 1620: Kilian Stisser, deutscher Jurist, Rat und Kanzler des Erzstiftes Magdeburg
- 1622: Alix Le Clerc, französische Ordensschwester und -gründerin
- 1648: David Gregor Corner, deutscher Abt, Kirchenlieddichter und Theologe
- 1651: Heinrich Wedemhof, Lübecker Bürgermeister
- 1658: Melchior von Hatzfeldt, kaiserlich-habsburgischer Feldherr
- 1667: Detlev von Ahlefeldt, Domherr des Domkapitels des Lübecker Doms
- 1670: Franz Vigil von Spaur und Valör, Bischof von Chiemsee
- 1679: Ostap Hohol, Hetman der rechtsufrigen Ukraine
- 1688: Nicholas Carew, englischer Politiker
- 1698: Leopold Philipp Montecuccoli, österreichischer General
- 1702: Abraham van den Kerckhoven, belgischer Organist und Komponist
- 1703: Ursula Micaela Morata, spanische Nonne und Klostergründerin
- 1707: Kaspar Frizzoni, Schweizer Pfarrer
- 1723: Campegius Vitringa der Jüngere, niederländischer reformierter Theologe
- 1724: Johannes Wohlmuth, deutsch-ungarischer Komponist und Organist
- 1725: Francesco Acquaviva, italienischer Kardinal
- 1725: Johann Caspar Hartung, deutscher Baumeister
- 1737: Johann Heinrich Dreyer, deutscher Kaufmann und Bürgermeister von Lübeck
- 1754: Johann Erhard Straßburger, deutscher Architekt des Barocks und Gothaischer Oberlandbaumeister
- 1757: Bernard le Bovier de Fontenelle, französischer Schriftsteller
- 1765: Lucas Corthum, deutscher Jurist, Ratsherr und Bürgermeister von Hamburg
- 1766: Thomas Birch englischer Historiker und Schriftsteller
- 1766: Ernst Christoph Böttcher, deutscher Kaufmann, Gründer des Königlichen Evangelischen Schullehrerseminars und Mäzen
- 1767: Francesca Bertolli, italienische Opernsängerin
- 1774: Jacques-François Blondel, französischer Architekt, Architekturhistoriker und Kunsttheoretiker
- 1786: Joseph Karl Truchseß von Waldburg-Zeil-Wurzach, Dompropst in Köln
- 1798: Charlotte von Hessen-Philippsthal-Barchfeld, Gräfin von Ysenburg-Büdingen-Wächtersbach
- 1799: Maria Gaetana Agnesi, italienische Mathematikerin und Philanthropin
- 1800: Jean-Étienne Championnet, französischer General

### 19. Jahrhundert
- 1801: Carl Christoph von Hoffmann, preußischer Geheimrat und Kanzler der Halleschen Universität
- 1802: Julius Hieronymus Zollikofer, Bürgermeister von St. Gallen (Schweiz)
- 1816: Friedrich Wilhelm, Fürst von Nassau-Weilburg
- 1819: Katharina Pawlowna, Tochter des russischen Zaren, Königin von Württemberg
- 1826: Gottlieb Hiller, deutscher Tagelöhner und Schriftsteller
- 1829: Friedrich Christian Boock, dänischer Jurist und Gutsbesitzer
- 1832: Karl von Kügelgen, Landschafts- und Historienmaler, russischer Hof- und Kabinettmaler
- 1834: David Levade, Schweizer evangelischer Geistlicher und Hochschullehrer
- 1837: Karl Friedrich Gerhard Gruner, deutscher Kaufmann und Politiker
- 1837: Martin von Hochmeister, Bürgermeister von Hermannstadt
- 1843: William Hedley, britischer Grubendirektor
- 1844: Jean-Antoine Constantin, französischer Maler und Zeichner

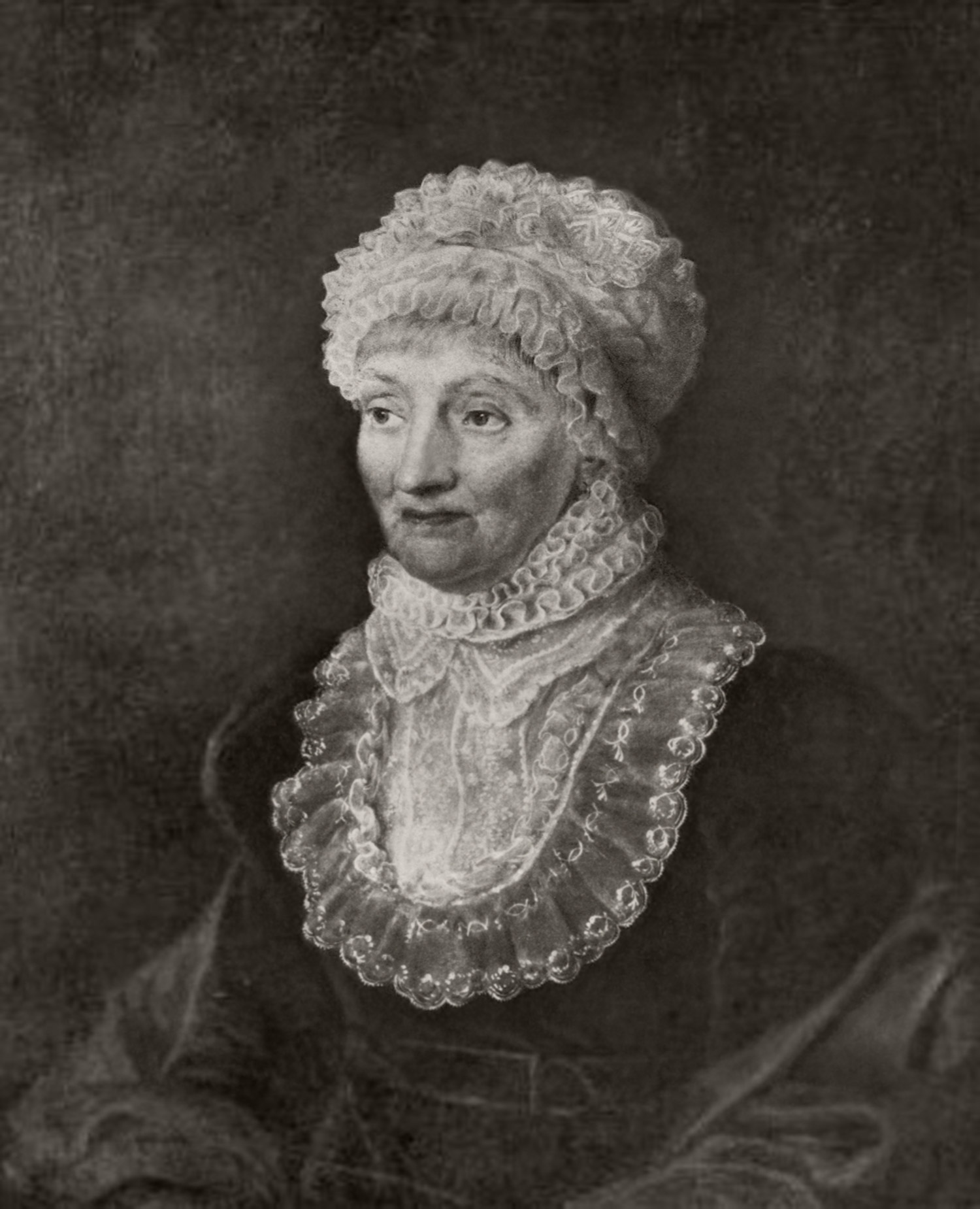
Caroline Herschel († 1848)

- 1848: Caroline Herschel, deutsche Astronomin
- 1848: Friedrich Zwoneček, tschechischer Dirigent und Komponist
- 1849: Jan Kops, niederländischer reformierter Theologe und Agrarwissenschaftler
- 1856: Karl Friedrich von Klöden, deutscher Pädagoge, Historiker und Geograph
- 1858: Johann Friedrich Schulze, deutscher Orgelbauer
- 1858: Bonifaz Kaspar von Urban, Erzbischof von Bamberg
- 1860: Karl Rudolf Brommy, deutscher Admiral
- 1870: De Lacy Evans, britischer General
- 1870: Carl von Lattorf, deutscher Rittergutsbesitzer und Politiker
- 1870: Ole Gabriel Ueland norwegischer Politiker
- 1872: Henry Wager Halleck, US-amerikanischer General

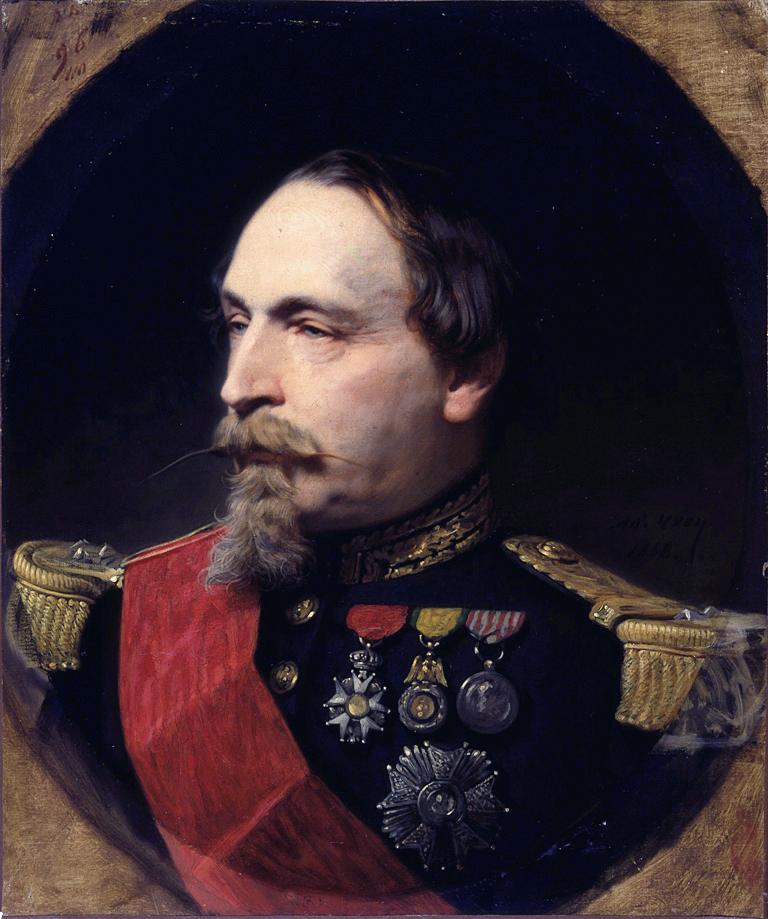
Napoleon III. († 1873)

- 1873: Sigurd Abel, deutscher Historiker
- 1873: Napoleon III., französischer Kaiser
- 1874: Hermann Friedrich Autenrieth, deutscher Mediziner
- 1876: Samuel Gridley Howe, US-amerikanischer Arzt, Bürgerrechtler und Gründer der ersten Blindenschule der USA
- 1876: Theodor Märcker, deutscher Kommunalpolitiker
- 1878: Viktor Emanuel II., König von Sardinien-Piemont und Italien
- 1887: Gottfried Adolf Kinau, deutscher Pastor und Astronom
- 1887: Josephine Weinlich, österreichische Dirigentin, Komponistin und Musikerin
- 1890: Anton Friedrich von Tröltsch, deutscher Arzt und Professor für Ohrenheilkunde
- 1891: Eduard Langhans, Schweizer evangelischer Geistlicher und Hochschullehrer
- 1892: Alexandre Peyron, französischer Admiral und Politiker
- 1893: Bertha von Marenholtz-Bülow, deutsche Kindergarten-Pädagogin und Frauenrechtlerin
- 1895: Aaron Lufkin Dennison, US-amerikanischer Unternehmer
- 1899: Otto von Bray-Steinburg, deutscher Politiker, Minister und Gesandter Bayerns

### 20. Jahrhundert

#### 1901–1950
- 1901: Wolrad Kreusler, deutscher Arzt und Dichter
- 1902: Louis Kugelmann, deutscher Mediziner und Sozialdemokrat
- 1903: Carl Gustav Adolf Siegfried, deutscher evangelischer Theologe
- 1904: Charles Foster, US-amerikanischer Politiker
- 1904: John Brown Gordon, US-amerikanischer General

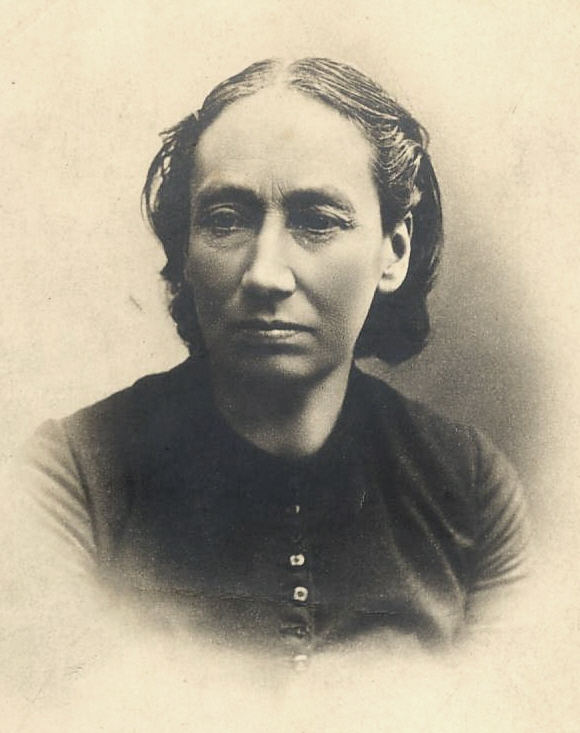
Louise Michel († 1905)

- 1905: Louise Michel, französische Autorin und Anarchistin
- 1906: Karl von Fritsch, deutscher Geologe und Paläontologe
- 1907: Josef Aigner, deutscher Kaufmann und Politiker
- 1907: Marie von Sachsen-Altenburg, Ehefrau von König Georg V. von Hannover, letzte Königin von Hannover
- 1907: Pauline Savari, französische Feministin und Künstlerin
- 1908: Abraham Goldfaden, ukrainischer Komponist, jiddischer Volksdichter und Begründer des modernen jiddischen Theaters

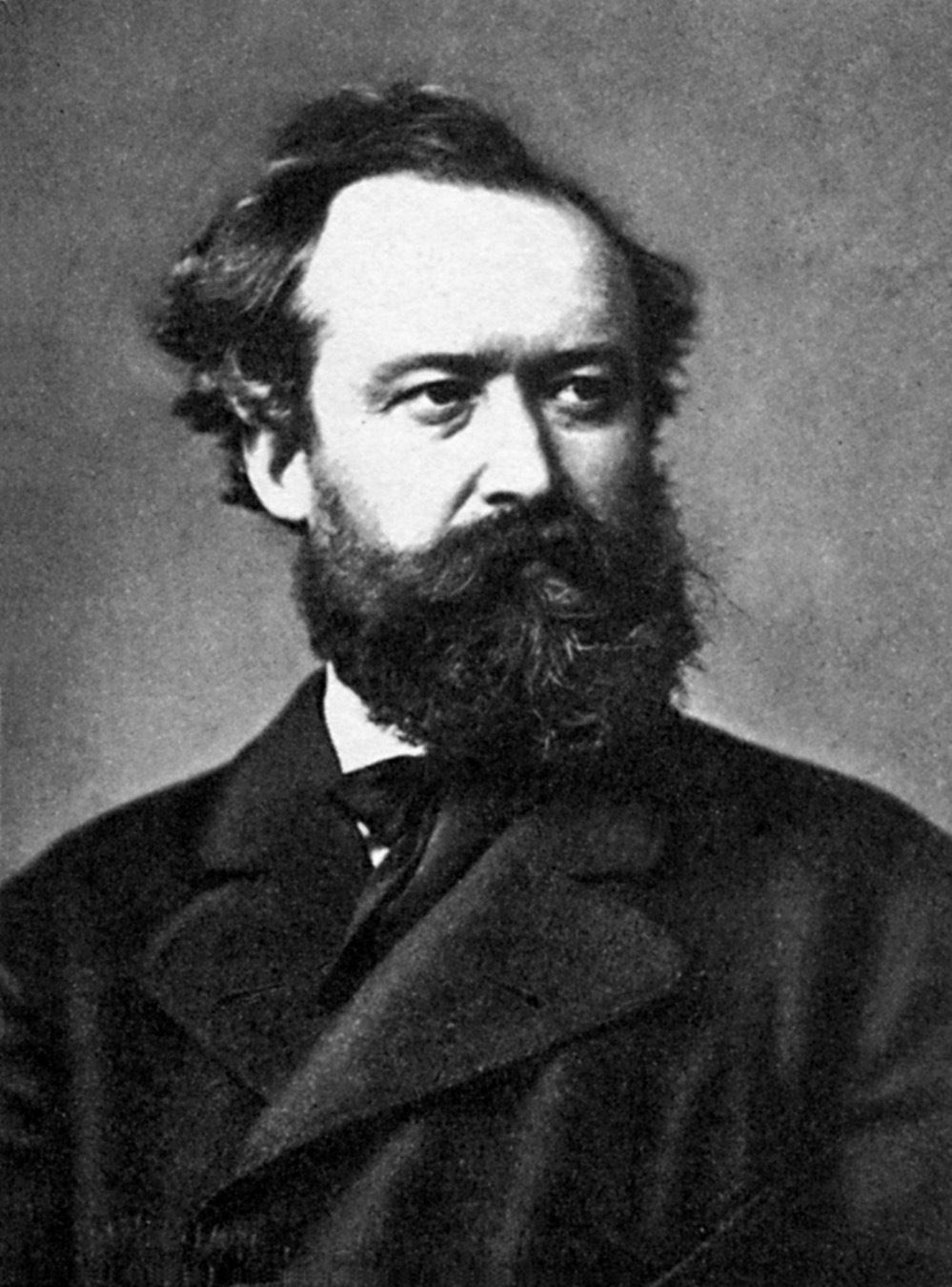
Wilhelm Busch († 1908)

- 1908: Wilhelm Busch, deutscher Dichter und Zeichner
- 1911: Edvard Rusjan, slowenischer Luftfahrtpionier
- 1912ː Ika Freudenberg, bayrische Frauenrechtlerin
- 1915: Gotthardt Kuehl, deutscher Maler
- 1916: Tadeusz Ajdukiewicz, polnischer Porträt-, Genre- und Militärmaler
- 1918: Viktor Martin Otto Denk, deutscher Schriftsteller und Redakteur
- 1923: Katherine Mansfield, neuseeländisch-britische Schriftstellerin
- 1924: Franz Josef Heinz, deutscher Politiker und pfälzischer Separatist
- 1927: Houston Stewart Chamberlain, britisch-deutscher Schriftsteller und Kulturphilosoph
- 1927: Jovan Cvijić, serbischer Geograph
- 1931: Claude Anet, Schweizer Schriftsteller
- 1933: Daphne Jessie Akhurst, australische Tennisspielerin
- 1933: Kate Gleason, US-amerikanische Ingenieurin und Erfinderin des Fertighauses
- 1936: John Gilbert, US-amerikanischer Filmschauspieler
- 1939: Julius Bittner, österreichischer Komponist und Musikfeuilletonist
- 1939: Hermann Menge, deutscher Altphilologe, Pädagoge und Bibelübersetzer (Menge-Bibel)
- 1939: Cornelia Schorer, deutsche Ärztin
- 1940: J. C. W. Beckham, US-amerikanischer Politiker
- 1940: Richard Henrion, deutscher Komponist und Militärkapellmeister
- 1940: Josef Jiránek, tschechischer Pianist, Komponist und Musikpädagoge
- 1942: Heber Doust Curtis, amerikanischer Astronom
- 1943: Anathon Aall, norwegischer Philosoph
- 1944: Antanas Smetona, litauischer Präsident
- 1946: Countee Cullen, US-amerikanischer Schriftsteller
- 1947: Karl Mannheim, deutscher Philosoph und Soziologe
- 1947: Fidelis von Stotzingen, deutscher Benediktiner, Abt des Klosters Maria Laach und Abtprimas der Benediktinischen Konföderation
- 1949: Wilhelm Blumenberg, deutscher evangelischer Theologe und Pastor

#### 1951–2000
- 1952: Paul Außerleitner, österreichischer Skispringer
- 1952: Antonie Strassmann, deutsche Schauspielerin und Sportfliegerin
- 1952: Midge Williams, US-amerikanische Jazzsängerin
- 1952: Ruth Winch, englische Tennisspielerin
- 1954: Herminia Brumana, argentinische Schriftstellerin, Feministin und Journalistin
- 1955: Nelly Dix, deutsche Schriftstellerin und Malerin
- 1956: Julius Herman Boeke, niederländischer Ökonom
- 1957: Grete Berges, deutsche Schriftstellerin, Übersetzerin und Literaturagentin
- 1957: Margarete Friedenthal, deutsche Politikerin und Akteurin der bürgerlichen Frauenbewegung
- 1957: Mary Carr Moore, US-amerikanische Komponistin

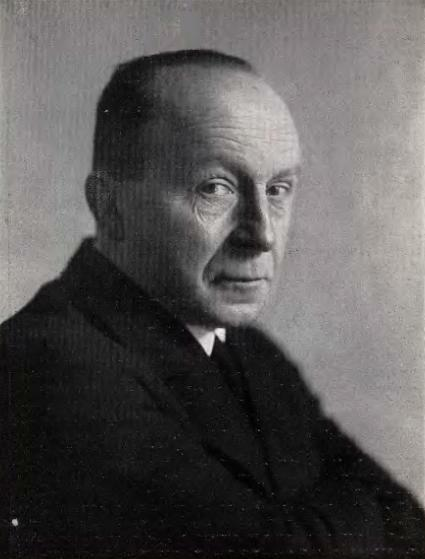
Paul Fechter († 1958)

- 1958: Paul Fechter, deutscher Theaterkritiker, Redakteur und Schriftsteller
- 1958: Albert Förster, deutscher Arbeiterführer und Widerstandskämpfer
- 1958: Robert Mauger, französischer Politiker und Résistant
- 1958: Karl Reinhardt, deutscher Altphilologe
- 1959: Emilie Sauer, als Tante Emilie bekannte deutsche Wirtin
- 1959: Hans Bredow, deutscher Rundfunkpionier

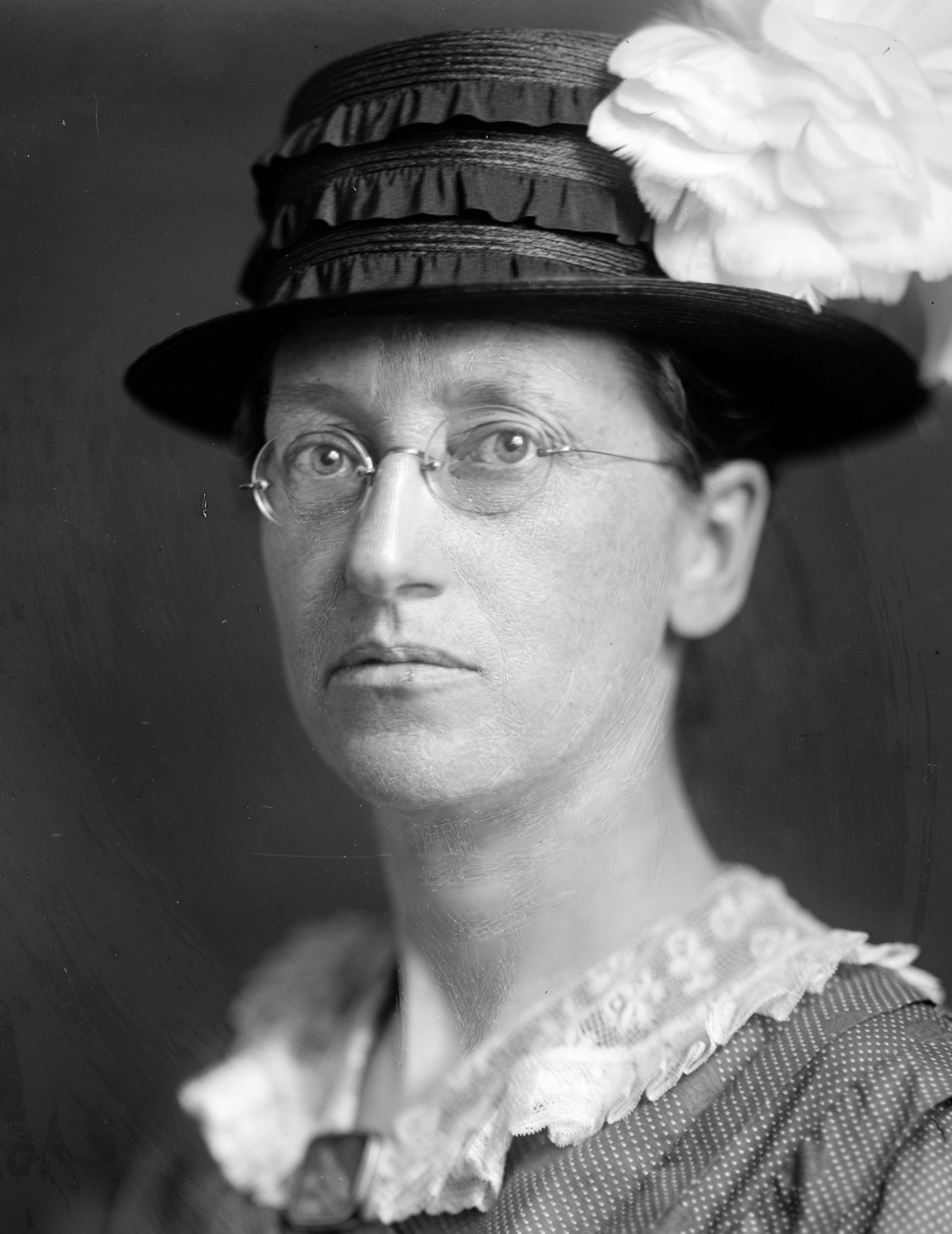
Emily Greene Balch († 1961)

- 1961: Emily Greene Balch, US-amerikanische Nationalökonomin und Pazifistin, Friedensnobelpreisträgerin
- 1964: Halide Edib Adıvar, türkische Dichterin, Revolutionärin, Offizierin, Professorin, Parlamentarierin und Schriftstellerin
- 1965: Erich Schwertner, deutscher Politiker, MdL und MdB
- 1966: Hans Adler, deutscher Wirtschaftsanwalt
- 1966: Friedrich Wilhelm Foerster, deutscher Philosoph und Pazifist
- 1966: Ladislav Prokeš, tschechischer Schachspieler und Studienkomponist
- 1966: Haro Stepanjan, armenischer Komponist
- 1966: Rose Woldstedt-Lauth, elsässisch-deutsche Schriftstellerin
- 1967: Anna Löffler-Winkler, Malerin und Illustratorin
- 1967: Carl Stegmann, deutscher Kaufmann und Reeder

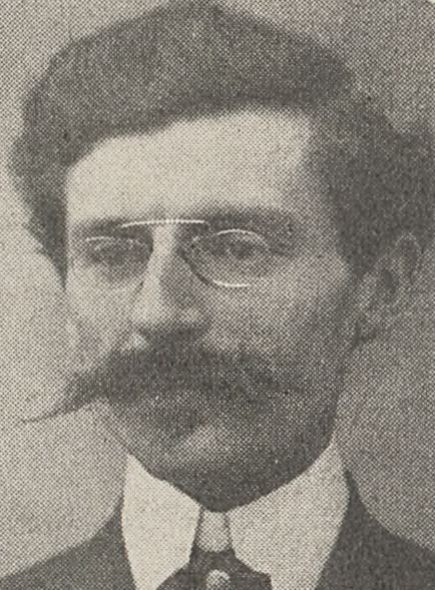
Louis Aubert († 1968)

- 1968: Louis Aubert, französischer Komponist
- 1969: Giacomo Acerbo, italienischer Agrarwissenschaftler und Politiker
- 1969: Mira Mladějovská, tschechische Kunsthistorikerin, Museums- und Archivleiterin
- 1969: Ladislav Vycpálek, tschechischer Komponist
- 1970: Mieczysław Grydzewski, polnischer Journalist, Zeitungsverleger, Kolumnist und Literaturkritiker
- 1970: Käthe Krauß, deutsche Leichtathletin
- 1971: Zoltán Oroszlán, ungarischer Archäologe, Kunsthistoriker und Museologe
- 1972: Olga Waldschmidt, deutsche Bildhauerin, Grafikerin, Malerin und Mosaizistin
- 1973: Elisabeth Karlan, österreichische Schauspielerin
- 1973: Anna von Segesser, Schweizer Krankenschwester und Redaktorin
- 1974: Heinz Kähler, deutscher Archäologe

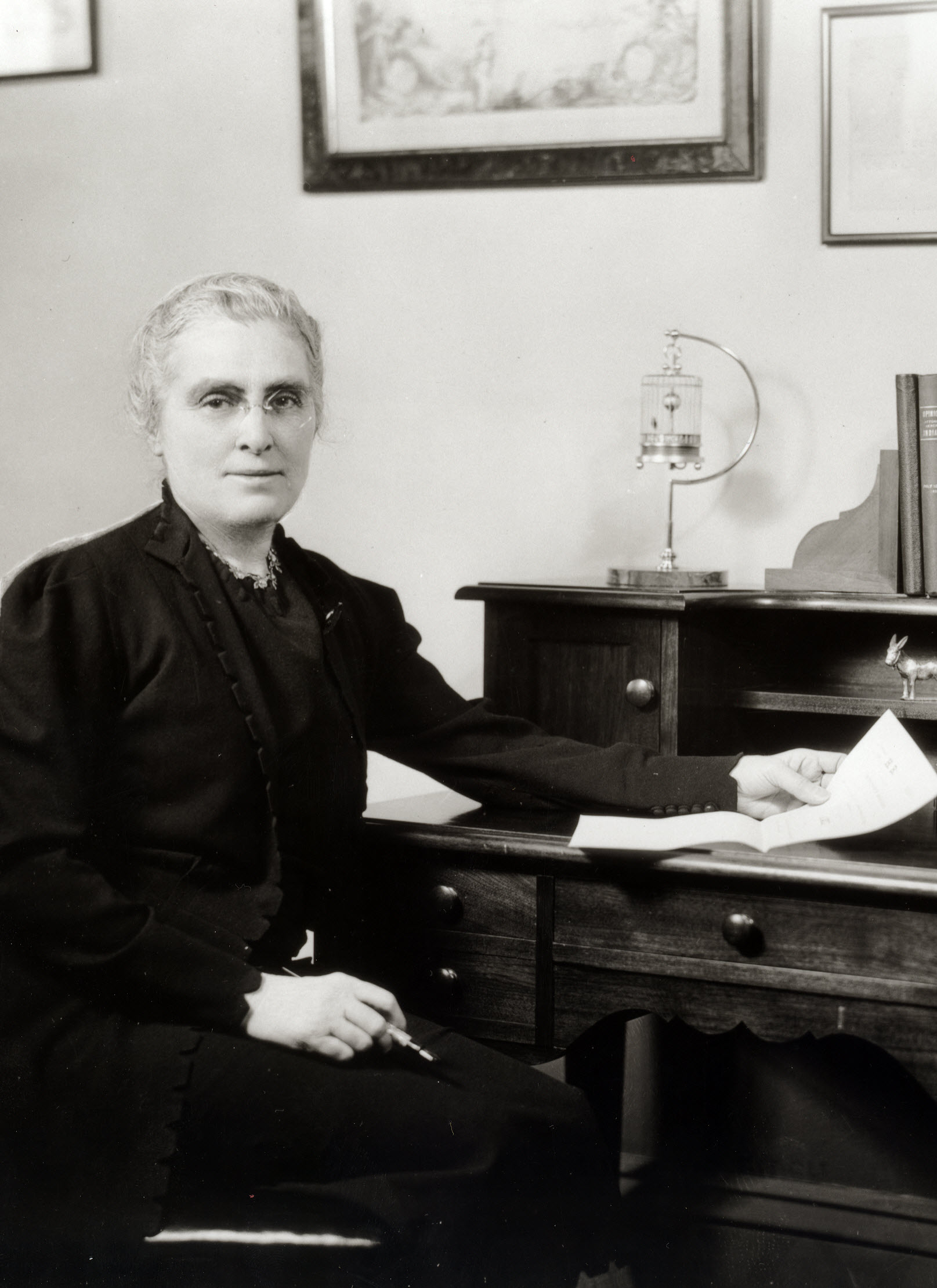
Virginia Ellis Jenckes († 1975)

- 1975: Virginia E. Jenckes, US-amerikanische Politikerin
- 1975: Johann Schuster, deutscher Politiker, MdB
- 1975: Fernán Silva Valdés, uruguayischer Schriftsteller
- 1976: Rupert Wildt, deutsch-US-amerikanischer Astronom
- 1979: Józef Chwedczuk, polnischer Organist und Musikpädagoge
- 1979: Edmund Knorr, deutscher Lehrer, Heimatpfleger, Naturschützer und Ornithologe
- 1979: Pier Luigi Nervi, italienischer Bauingenieur
- 1981: Sammy Davis, britischer Automobilrennfahrer und Journalist
- 1981: Kazimierz Serocki, polnischer Komponist
- 1982: Friedrich Ahlfeld, deutsch-bolivianischer Bergbau-Ingenieur und Geologe
- 1983: David Hempstead, US-amerikanischer Filmproduzent und Drehbuchautor
- 1986: Helga Wex, deutsche Politikerin, MdB
- 1986: Michel de Certeau, französischer Kulturphilosoph
- 1988: Wolfgang Jansen, deutscher Schauspieler
- 1990: Buschi Niebergall, deutscher Musiker
- 1990: Bazilio Olara Okello, ugandischer Präsident
- 1990: Rosemarie Clausen, deutsche Theaterfotografin
- 1992: Jochen van Aerssen, deutscher Politiker, MdB
- 1992: Al Coppage, US-amerikanischer American-Football-Spieler
- 1992: Ernst Oldenburg, deutscher Künstler
- 1992: Bernhard Timm, deutscher Industriemanager (BASF)
- 1993: Mario Genta, italienischer Fußballspieler und -trainer

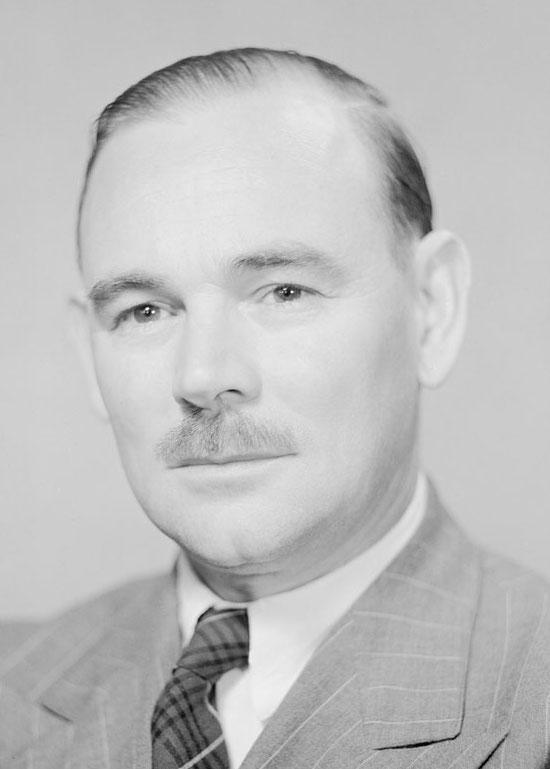
Paul Hasluck († 1993)

- 1993: Paul Hasluck, australischer Politiker
- 1993: Viveca Serlachius, schwedische Schauspielerin
- 1993: Janet Vaughan, britische Ärztin und Physiologin
- 1994: Midori Matsuya, japanischer Pianist
- 1994: Madge Ryan, australische Schauspielerin
- 1995: Peter Cook, britischer Komiker und Autor
- 1995: Ursula Distelhut, deutsche Politikerin
- 1995: Gisela Mauermayer, deutsche Leichtathletin

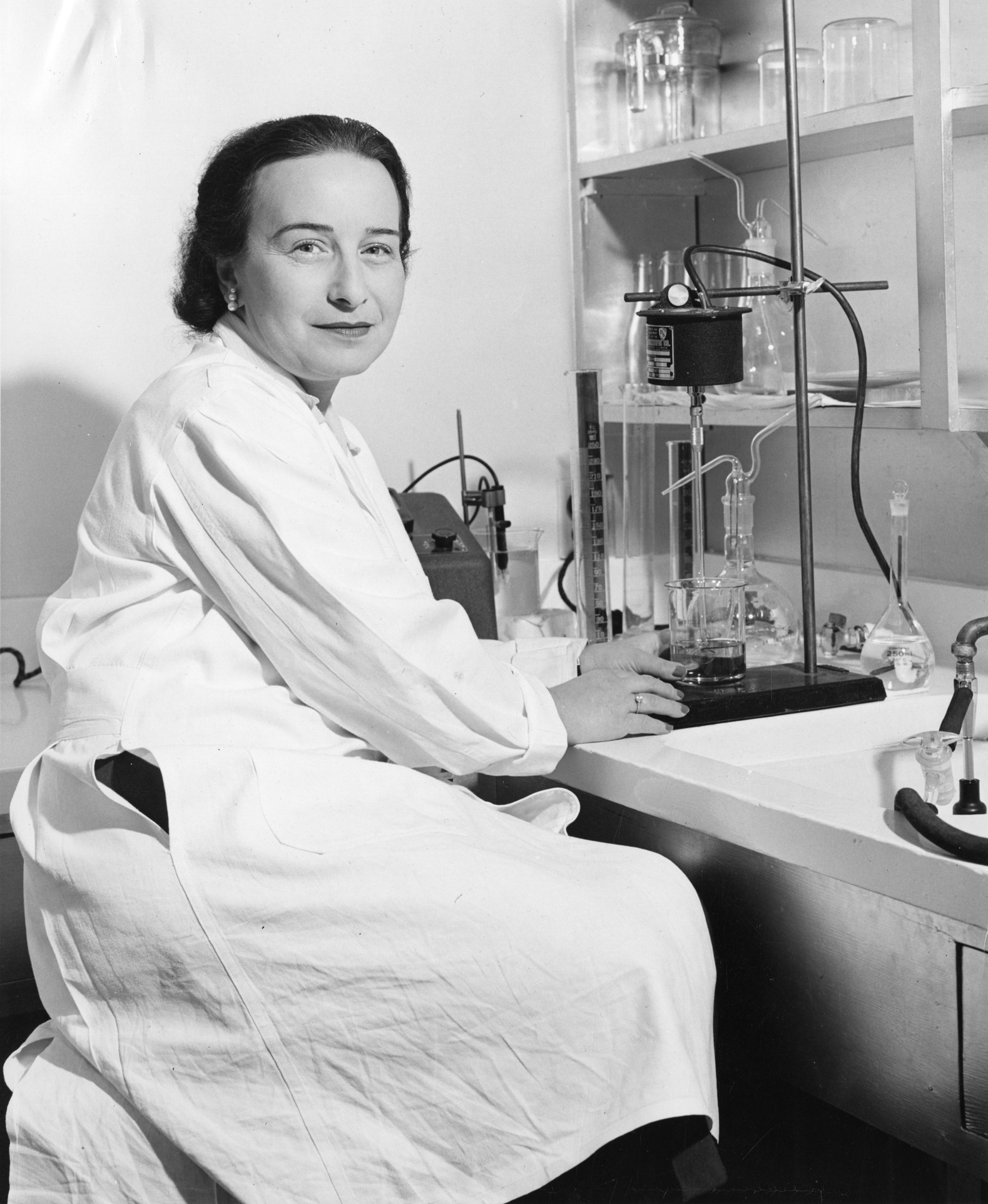
Elizabeth Roboz († 1995)

- 1995: Elizabeth Roboz, Neurochemikerin
- 1995: Souphanouvong, laotischer Politiker
- 1996: Else Liebesberg, österreichische Opernsängerin
- 1997: Nils Ahrbom, schwedischer Architekt
- 1997: Edward Osóbka-Morawski, polnischer Ministerpräsident
- 1998: György Geszler, ungarischer Pianist und Komponist
- 1998: Fukui Ken’ichi, japanischer Chemiker, Nobelpreisträger
- 1998: Lia Manoliu, rumänische Leichtathletin, Olympiasiegerin
- 1999: Hans Candrian, Schweizer Bobfahrer
- 1999: Wilhelmina Jacoba Moussault-Ruys, niederländische Landschaftsarchitektin
- 1999: Jim Peters, britischer Langstreckenläufer
- 2000: Marguerite Churchill, US-amerikanische Schauspielerin
- 2000: Bennett Makalo Khaketla, lesothischer Politiker, Schriftsteller, Linguist, Journalist und Lehrer
- 2000: Emma Pressmar, deutsche Prähistorikerin
- 2000: Bruno Zevi, italienischer Architekt und Architekturhistoriker, Autor und Universitätsprofessor

### 21. Jahrhundert
- 2001: Paul Vanden Boeynants, belgischer Ministerpräsident
- 2002: D’Arco Silvio Avalle, italienischer Romanist
- 2002: Eddie Zack, US-amerikanischer Country-Musiker
- 2003: Pierre Bonnard, Schweizer evangelischer Geistlicher und Hochschullehrer

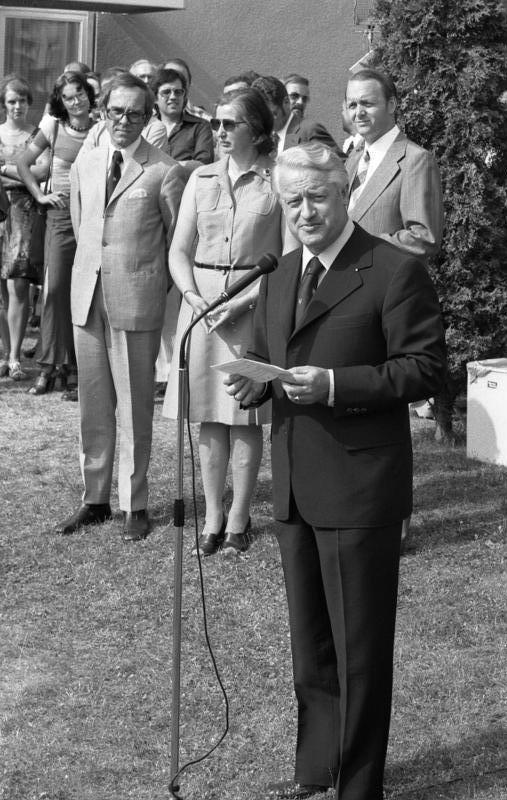
Wilfried Hasselmann († 2003)

- 2003: Wilfried Hasselmann, deutscher Landwirt und Politiker, MdL und mehrfacher Landesminister
- 2004: Norberto Bobbio, italienischer Rechtsphilosoph und Publizist
- 2004: Karl Grünheid, Minister für Maschinenbau der DDR
- 2004: Rainer Hildebrandt, deutscher Historiker, Publizist und Museumsgründer (Mauermuseum am Checkpoint Charlie)
- 2004: Gerd Löffler, deutscher Diplom-Politologe und Politiker, MdL, Senator
- 2005: Fritz Aigner, österreichischer Maler
- 2007: Klaus Poche, deutscher Schriftsteller, Drehbuchautor und Illustrator
- 2007: Rolf Ritschard, Schweizer Politiker
- 2007: Elmer Symons, südafrikanischer Motorradrennfahrer
- 2008: Paulino Fernandes Madeca, angolanischer Bischof von Cabinda
- 2009: István Antal, rumänischer Eishockeyspieler, -trainer und -funktionär
- 2009: Dave Dee, britischer Musiker
- 2009: René Herms, deutscher Leichtathlet
- 2009: Laurence Mitchell, britischer Autorennfahrer
- 2010: Améleté Abalo, togoischer Fußballspieler und -trainer
- 2010: Christopher Shaman Abba, nigerianischer Bischof
- 2010: Diether Posser, deutscher Politiker, MdL und Landesminister
- 2010: Antonio de Raco, argentinischer Pianist und Musikpädagoge italienischer Herkunft
- 2010: Armand Gaétan Razafindratandra, madagassischer Priester, Erzbischof von Antananarivo und Kardinal
- 2011: Peter Yates, britischer Filmregisseur
- 2012: Ernie Carson, US-amerikanischer Jazzmusiker
- 2012: Ruth Fernández, puerto-ricanische Sängerin
- 2012: Thomas Höhle, deutscher Literaturwissenschaftler und Kommunist
- 2012: Towje Kleiner, deutscher Schauspieler und Drehbuchautor

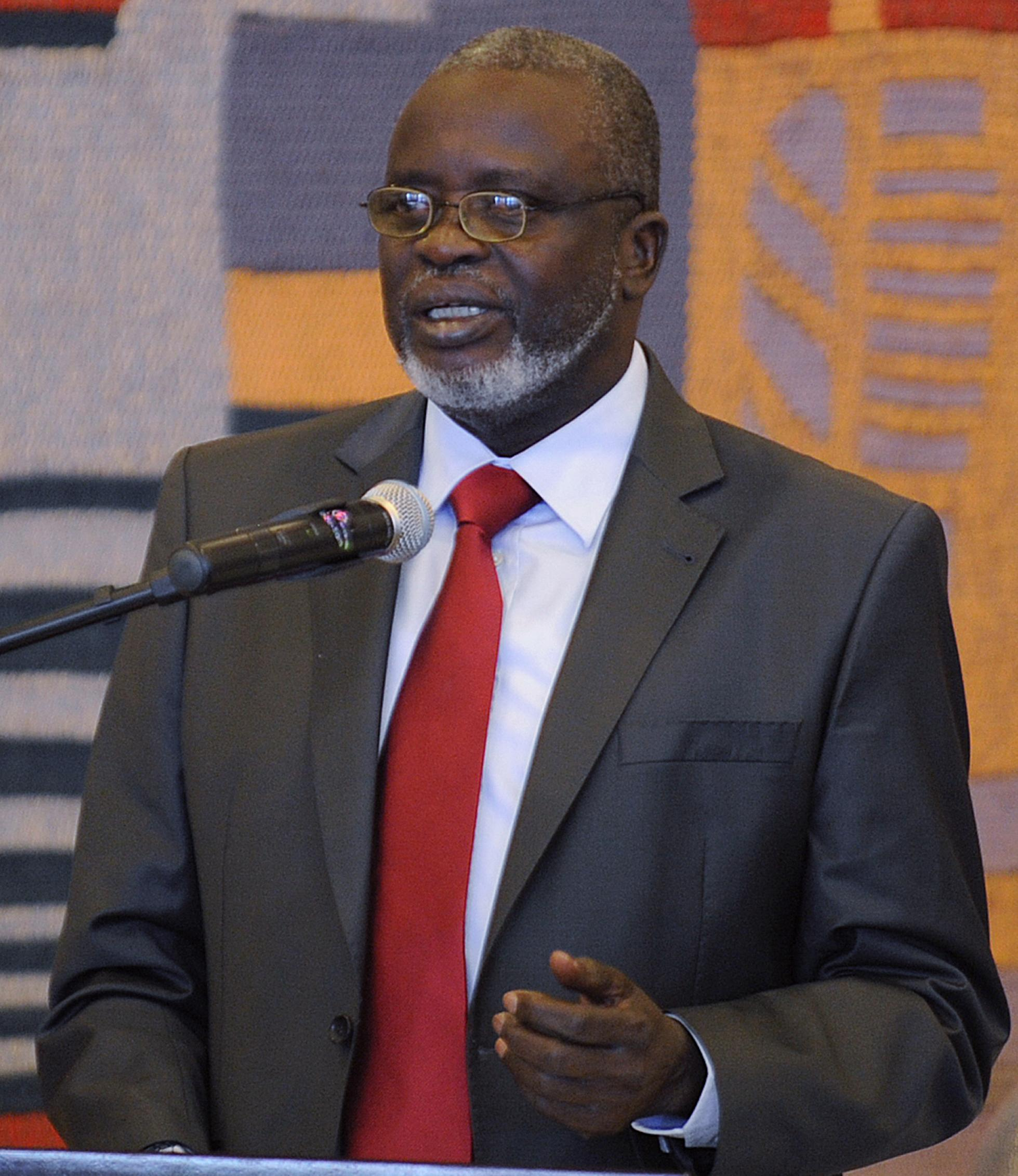
Malam Bacai Sanhá († 2012)

- 2012: Malam Bacai Sanhá, guinea-bissauischer Politiker und Staatspräsident
- 2012: Aldo Zenhäusern, Schweizer Eishockeyspieler
- 2013: Antonello Aglioti, italienischer Theater- und Filmregisseur, Kostüm- und Szenenbildner
- 2013: Werner Altegoer, deutscher Fußballfunktionär
- 2013: Brigitte Alice Askonas, britische Immunologin
- 2013: James M. Buchanan, US-amerikanischer Ökonom, Nobelpreisträger
- 2014: Winfried Hassemer, deutscher Verfassungsrichter
- 2014: Marc Yor, französischer Mathematiker
- 2015: Sepp Renggli, Schweizer Sportjournalist und Autor
- 2016: Maria Teresa de Filippis, italienische Rennfahrerin
- 2017: Zygmunt Bauman, polnisch-britischer Soziologe und Philosoph
- 2018: Mario Perniola, italienischer Philosoph
- 2019: Martin Stingl, österreichischer Kameramann
- 2021: Mehdi Attar Ashrafi, iranischer Gewichtheber
- 2022: Franco Cavallo, italienischer Segler
- 2022: Maria Ewing, US-amerikanische Opernsängerin

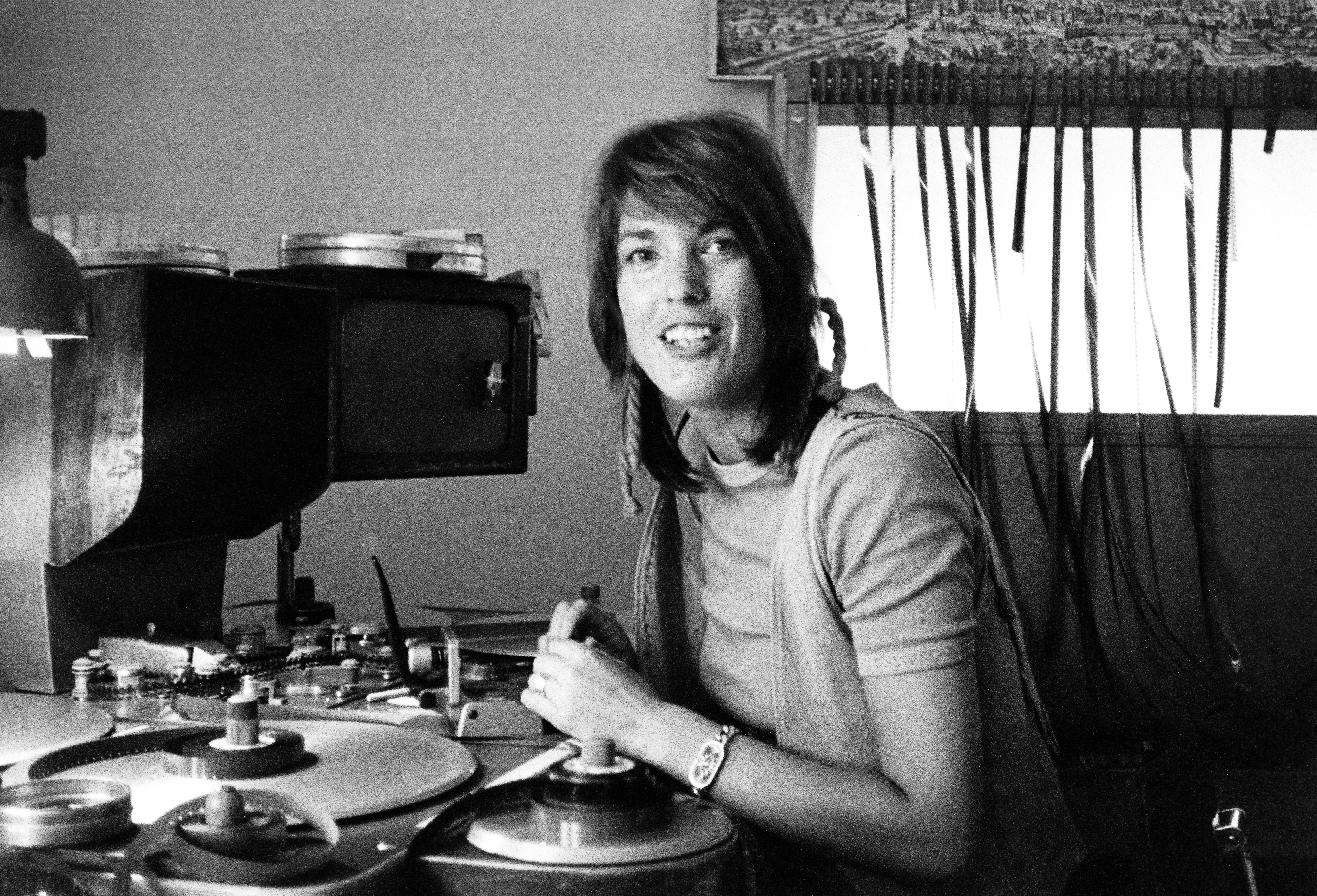
Siegrun Jäger († 2022)

- 2022: Siegrun Jäger, deutsche Filmeditorin
- 2022: Bob Saget, US-amerikanischer Schauspieler und Filmregisseur
- 2022: Jouni Seistamo, finnischer Eishockeyspieler
- 2023: Gotthard Richter, deutscher Bildhauer und Maler
- 2024: Mar Mar Aye, myanmarische Sängerin
- 2024: James Kottak, US-amerikanischer Rock-Musiker/Schlagzeuger
- 2025: Otto Schenk, österreichischer Schauspieler, Regisseur, Theaterdirektor

## Feier- und Gedenktage
- Kirchliche Gedenktage
  - Johannes a Lasco, Archidiakon von Warschau, Superintendent und Reformator in Ostfriesland und Polen (evangelisch)
  - Fest des Schwarzen Nazareners
- Namenstage
  - Adrian, Julian

Weitere Einträge enthält die Liste von Gedenk- und Aktionstagen.